# Умершие в августе 2016 года
Это список известных людей, соответствующих установленным критериям значимости (см. Википедия:Критерии значимости персоналий), умерших в августе 2016 года.
Причина смерти указывается лишь в исключительных случаях (убийство, самоубийство, гибель в результате военных действий, смертная казнь, ДТП или несчастные случаи). В остальных случаях — не указывается.

## 31 августа

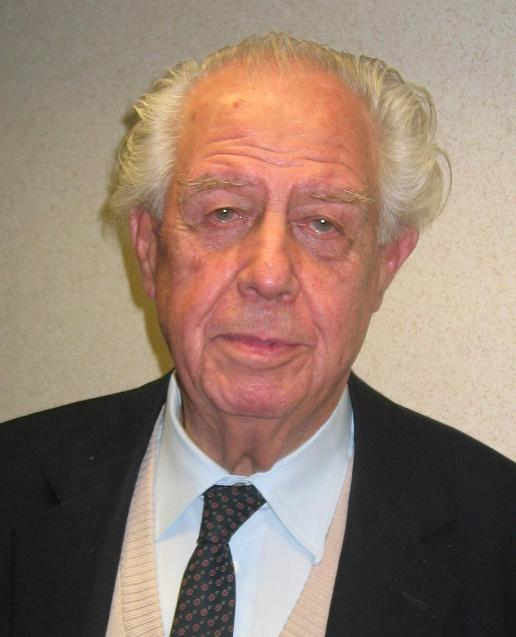
Само Хубад

- Андрияненко, Вера Ивановна (70) — советская и украинская оперная певица, народная артистка Украины (1993)[1].
- Вертхайм, Мози (86) — израильский бизнесмен[2].
- Вульфсон, Борис Львович (96) — советский и российский педагог, доктор педагогических наук, член-корреспондент Российской академии образования, участник Великой Отечественной войны[3].
- Зульфугаров, Октай Кадир оглы (87) — советский и азербайджанский композитор, народный артист Азербайджана[4].
- Лал Закир, Кашмири (97) — индийский писатель на урду[5].
- Ледюк, Жак (84) — бельгийский композитор и музыкальный педагог[6].
- Смирнов, Сергей Иванович (92) — российский фотокорреспондент, журналист; участник Великой Отечественной войны[7].
- Трамп, Дэвид (85) — британский археолог[8],
- Хубад, Само (99) — словенский дирижёр[9]
- Шрот, Йенс (43) — германский драматург[10].

## 30 августа

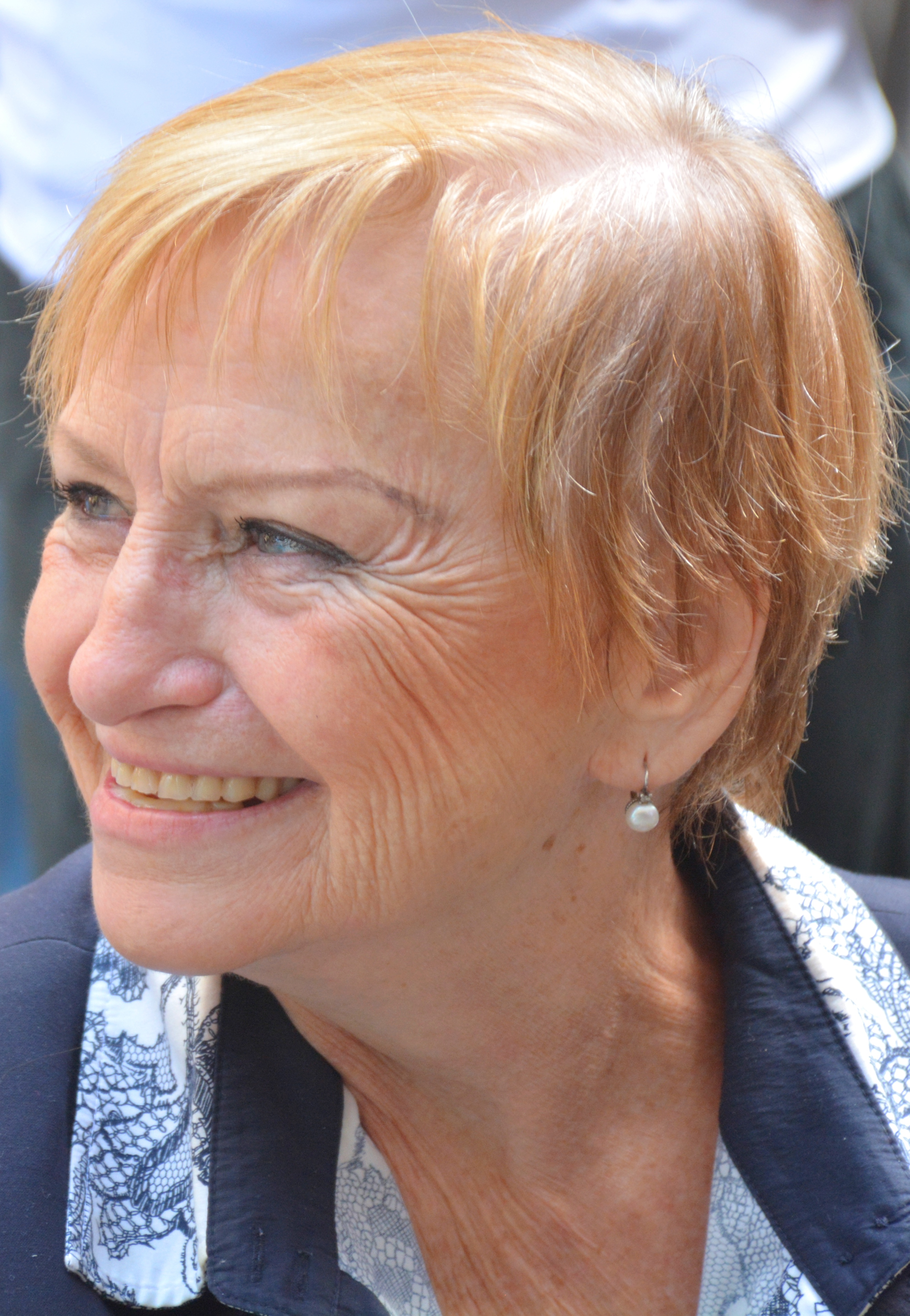
Вера Чаславска

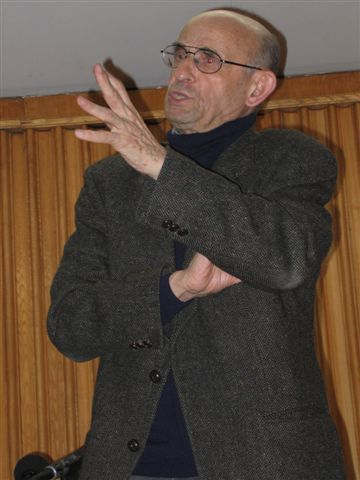
Бронислав Бачко

- Абу Мухаммад аль-Аднани (38 или 39) — «официальный представитель» международной террористической группировки и непризнанного государства «Исламское государство»; убит[11].
- Бабинцев, Аркадий Николаевич (79) — советский и российский футболист, вратарь команды «Рубин» (Казань), тренер[12].
- Бояров, Виталий Константинович (88) — советский военачальник и государственный деятель, контрразведчик, начальник Главного управления государственного таможенного контроля при Совете министров СССР (1989—1991), генерал-лейтенант в отставке[13].
- Бродович-Турская, Эльвира — польская театральная актриса и режиссёр[14].
- Букал, Йосип (70) — югославский футболист, игрок «Железничара» и национальной сборной, чемпион Югославии (1972)[15].
- Дмитриев, Юрий Альбертович (59) — российский правовед, доктор юридических наук, профессор, член-корреспондент РАО, почётный профессор Оксфордского университета [Некролог. ПРАВО И ЖИЗНЬ. 217 (7) — 218 (8) — 219 (9)].
- Дьюри, Дейв (85) — английский футболист («Блэкпул»)[16].
- Магомедов, Абдулкадир Магомедович (82) — советский и российский дагестанский писатель и журналист[17].
- Маклемор, Дорис (89) — американская учительница, последняя носительница языка Уичито[18].
- Марквардт, Зигрид (91) — австрийская актриса театра и кино[19].
- Петухов, Анатолий Васильевич (81) — советский и российский вепсский писатель[20].
- Портной, Леонид Яковлевич (65) — российский музыкант, автор песен в жанре шансон («Кто тебя создал такую» и др.)[21].
- Райли, Джим (?) — ирландский футбольный менеджер, президент футбольного клуба «Дандолк»[22].
- Рибу, Марк (93) — французский фотожурналист[23].
- Саттер, Джо (94) — американский инженер, авиаконструктор, один из разработчиков самолёта «Боинг-747»[24].
- Терехов, Владимир Павлович (78) — советский и российский крымский писатель, основатель и глава русской общины Крыма, председатель союза русских, украинских и белорусских писателей Крыма[25].
- Фарес, Набиле (75) — алжирский и французский писатель[26].
- Хестер, Хут (65) — американский музыкант[27].
- Чаславска, Вера (74) — чехословацкая спортивная гимнастка, семикратная олимпийская чемпионка и четырёхкратная чемпионка мира; президент НОК ЧССР (1990—1992), затем Чехии (1993—1996), член МОК[28].

## 29 августа

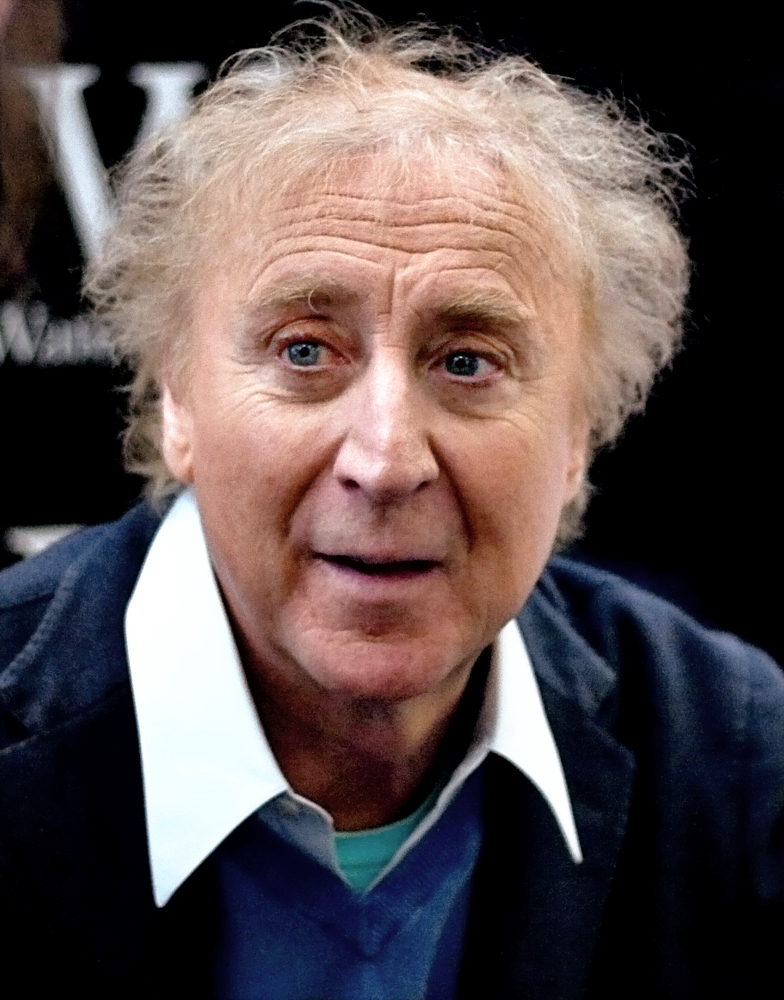
Джин Уайлдер

- Бачко, Бронислав (92) — польский философ и историк[29].
- Гайнутдинов, Дамир Хатмулаевич (40) — российский хоккеист, обладатель Кубка России (1998) и обладатель Суперкубка Европы (2000)[30].
- Лабранка, Томмазо (54) — итальянский писатель[31].
- Молодожан, Анжела (?) — молдавская скрипачка и музыкальный педагог, заслуженный деятель искусств Республики Молдова; инсульт[32].
- Мэтьюсон, Рег (77) — английский футболист[33].
- Скрипкин, Юрий Константинович (87) — советский и российский дерматовенеролог, академик АМН СССР (1988), академик РАН (2013)[34].
- Тюркали, Ведат (97) — турецкий писатель[35][36].
- Уайлдер, Джин (83) — американский киноактёр, сценарист и режиссёр («Женщина в красном», «Ничего не вижу, ничего не слышу»)[37].
- Дель Валье Альенде, Хайме (85) — чилийский государственный деятель, министр иностранных дел Чили (1983—1987)[38].

## 28 августа

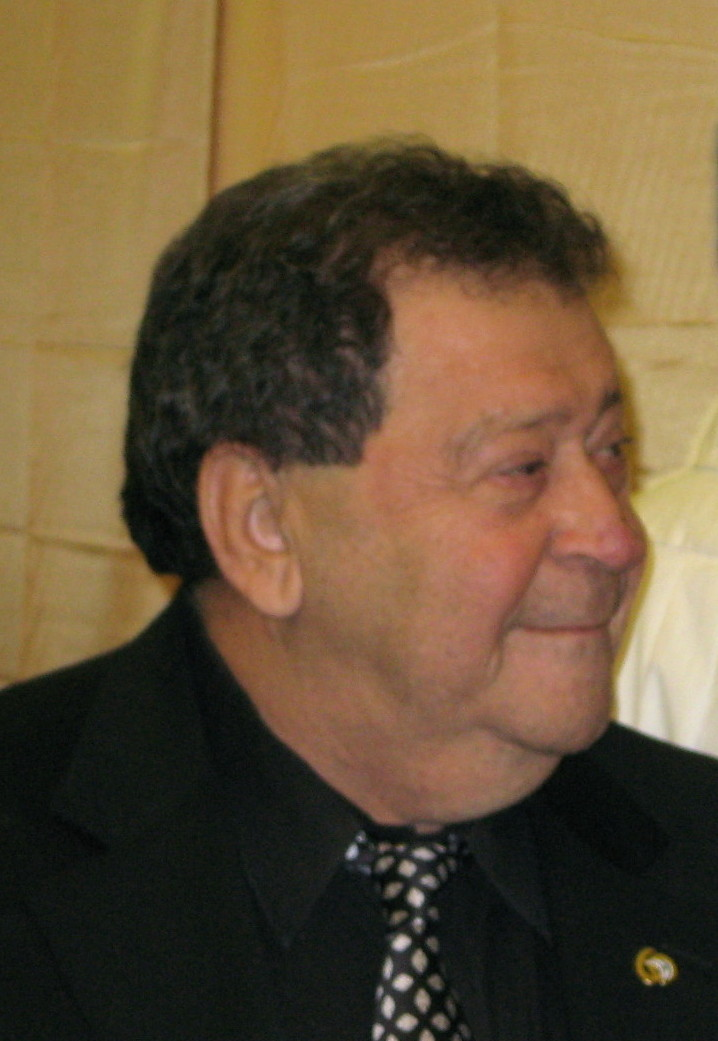
Биньямин Бен-Элиэзер

- Бен-Элиэзер, Биньямин (80) — израильский военачальник, государственный и политический деятель, министр обороны Израиля (2001—2002), министр национальной инфраструктуры Израиля (2009—2011)[39].
- Берман, Игорь Анатольевич — советский и украинский судья международной категории по боксу[40].
- Габриэль, Хуан (66) — мексиканский эстрадный певец и композитор[41].
- Кадри, Шахид (74) — бангладешский поэт[42].
- Мистис, Константинос (80) — греческий бизнесмен, владелец первых в стране отелей с системой «Все включено»[43].
- Непомнящий, Олег Наумович (77) — российский киноактёр (Граница. Таёжный роман) и деятель шоу-бизнеса, концертный директор Аллы Пугачёвой[44].
- Патык, Владимир Иосифович (89) — советский и украинский художник, лауреат национальной премии Украины имени Тараса Шевченко, народный художник Украины (2006)[45].
- Решетников, Геннадий Михайлович (77) — советский и российский военный деятель, генерал-полковник авиации (1992), начальник Тверской военной командной академии ПВО имени Г. К. Жукова (1991—1999)[46].
- Хёггрот, Леннарт (76) — шведский хоккеист, чемпион мира (1962), серебряный призёр Олимпийских игр (1964)[47].

## 27 августа
- Алсиндо (71) — бразильский футболист («Гремио»), участник чемпионата мира 1966[48].
- Валльнер, Эрика (74) — аргентинская актриса[49].
- Джелли, Чезаре (83) — итальянский актёр[50].
- Кочетков, Николай Павлович (98) — участник Великой Отечественной войны, Герой Советского Союза (1942)[51].
- Мацуяма, Дзэндзо (91) — японский сценарист[52][53].
- Салин, Виктор Александрович (78) — советский и российский дирижёр, профессор Пермского государственного института культуры, художественный руководитель оркестра русских народных инструментов Пермской краевой филармонии, заслуженный деятель искусств Российской Федерации[54].
- Сантарен, Лусио (59) — бразильский футболист и тренер[55].

## 26 августа

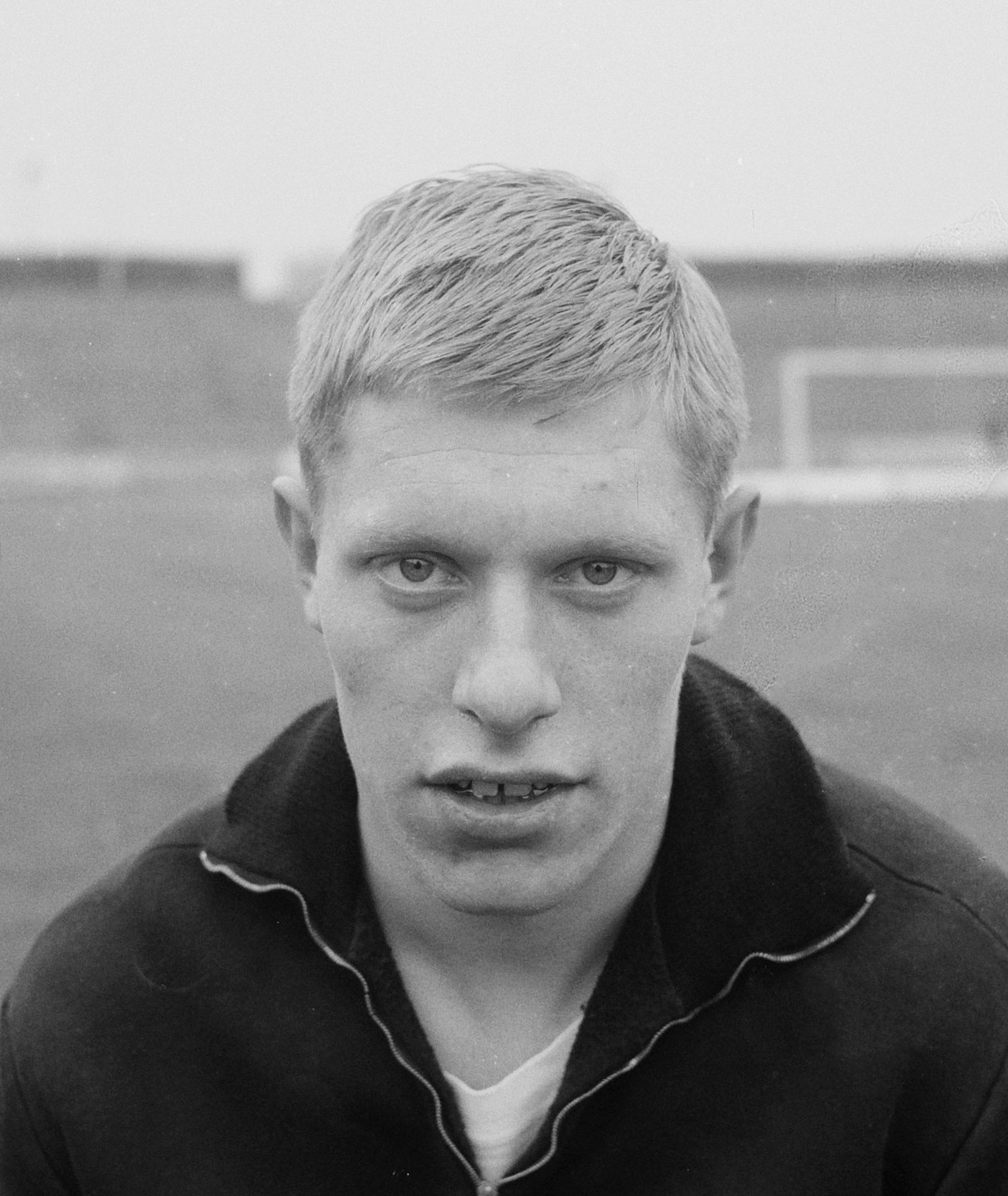
Тон Пронк

- Болонин, Александр Владимирович (69) — советский и российский киноактёр, театральный режиссёр, художественный руководитель Санкт-Петербургского драматического театра «Остров», заслуженный деятель искусств Российской Федерации[56].
- Борозенец, Степан Николаевич (94) — советский лётчик-штурмовик, участник Великой Отечественной войны, Герой Советского Союза (1945), полковник[57].
- Бэрри, Питер (88) — ирландский государственный деятель, министр иностранных дел Ирландии (1982—1987)[58].
- Валльнер, Эрика (74) — аргентинская актриса («Селеста»)[59][49].
- Грённинген, Харальд (81) — норвежский лыжник, двукратный чемпион зимних Олимпийских игр в Гренобле, чемпион мира (1966)[60].
- Де Кампс, Атуэй (69) — доминиканский политический и государственный деятель, председатель Палаты Депутатов (1979—1982)[61].
- Карташов, Дмитрий Георгиевич (78) — советский и российский горнолыжник и тренер по фристайлу, заслуженный тренер России, мастер спорта СССР; несчастный случай[62] Архивная копия от 31 августа 2016 на Wayback Machine.
- Менрад, Винфред (77) — немецкий политический деятель, депутат Европейского парламента (1989—2004)[63].
- Пронк, Тон (75) — нидерландский футболист[64].
- Рейнис, Янис (55) — советский и латвийский актёр[65].
- Тихий, Иржи (82) — чехословацкий футболист, игрок национальной сборной, серебряный призёр чемпионата мира по футболу в Чили (1962)[66].

## 25 августа

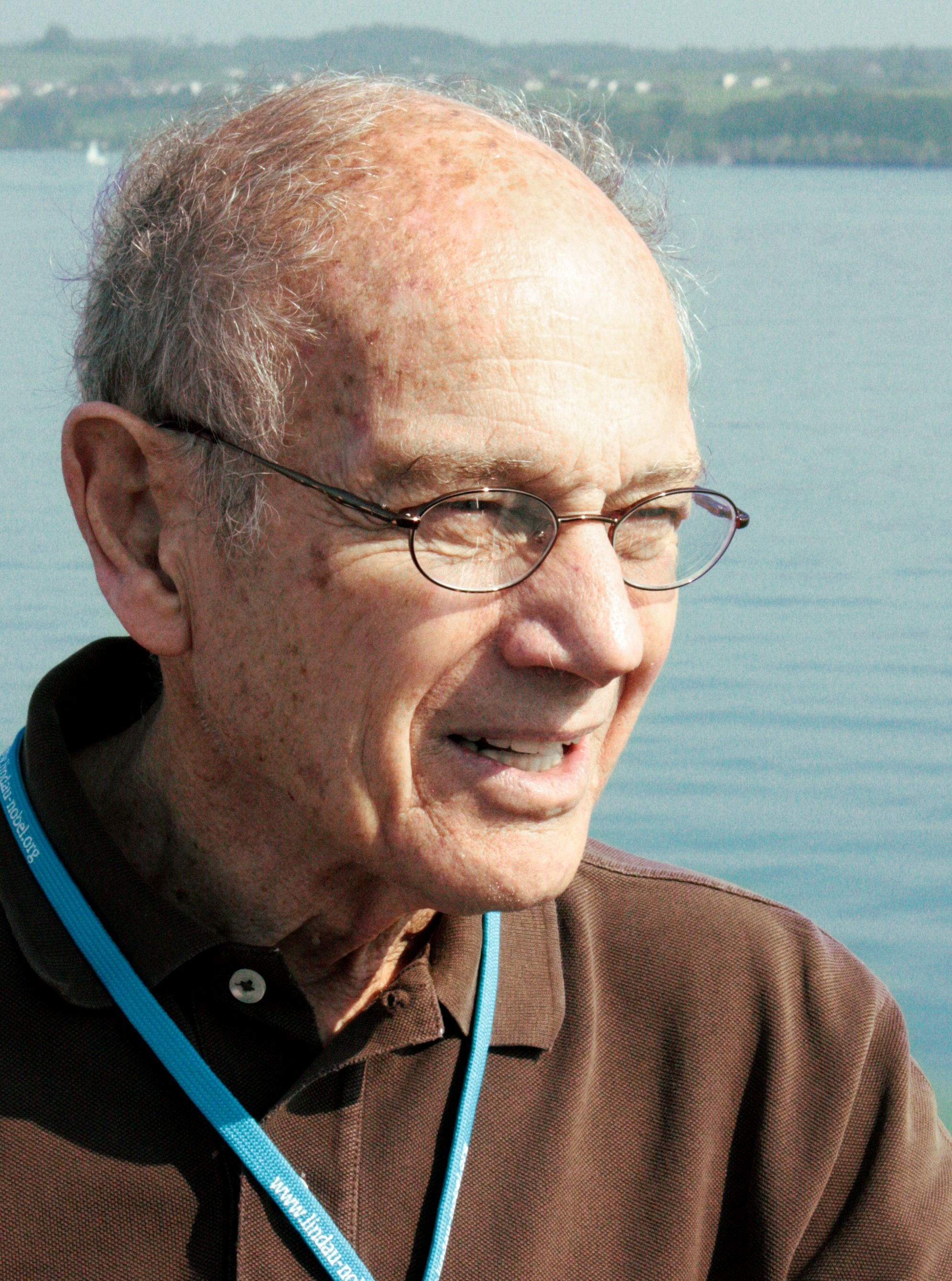
Джеймс Кронин

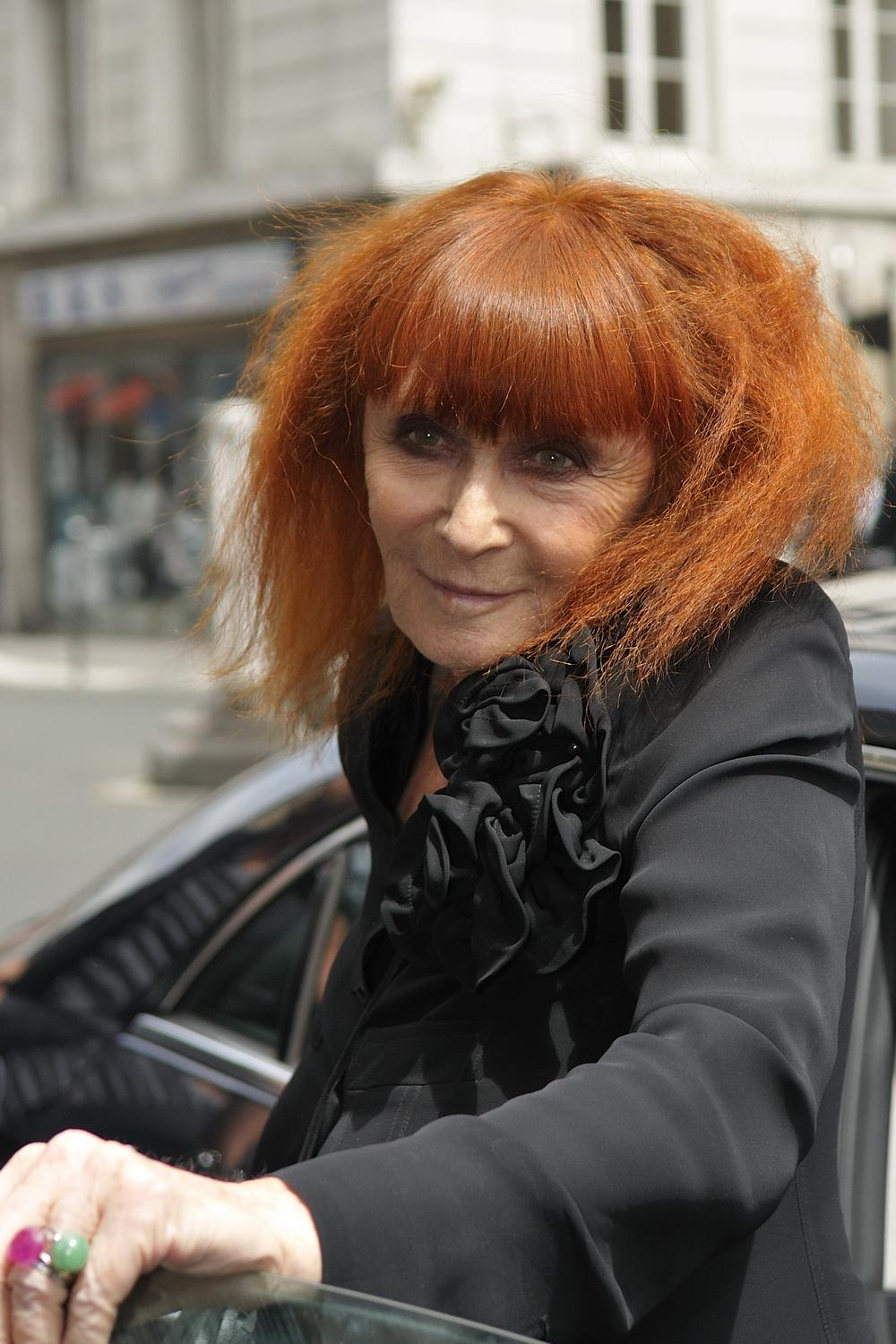
Соня Рикель

- Григорьев, Николай Михайлович (90) — участник Великой Отечественной войны, майор, Герой Советского Союза (1945)[67].
- Ван Гелдер, Руди (91) — американский режиссёр звукозаписи, лауреат премии «Грэмми»[68].
- Дружинин, Сергей Петрович (58) — советский и российский певец, солист Уральского русского народного хора (1980—2016), заслуженный артист России (2003)[69][70].
- Каплан, Марвин (89) — американский актёр[71].
- Кронин, Джеймс Уотсон (84) — американский физик, лауреат Нобелевской премии по физике (1980), иностранный член РАН (2003)[72].
- Кэрролл, Роберт Тодд (71) — американский философ и писатель[73].
- Марчук, Сергей Васильевич (64) — советский конькобежец, заслуженный мастер спорта СССР (1978)[74].
- Малкастер, Винона (101) — канадская художница[75].
- Рашиди, Давуд (83) — иранский актёр[76].
- Рикель, Соня (86) — французский модельер[77].
- Родригиш Бранку, Мария Эужения (89) — португальская актриса[78].
- Силитонга, Эдди (65) — индонезийский певец[79].
- Чернышёв, Евгений Андреевич (88) — советский и российский химик, член-корреспондент РАН (1991; член-корреспондент АН СССР с 1990), лауреат Государственной премии СССР (1984), заслуженный деятель науки и техники Российской Федерации[80].

## 24 августа

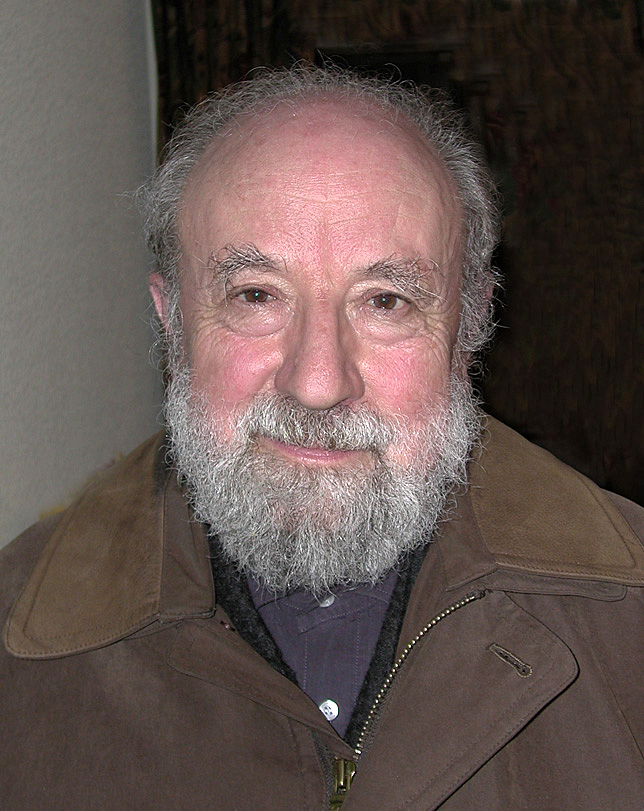
Мишель Бютор

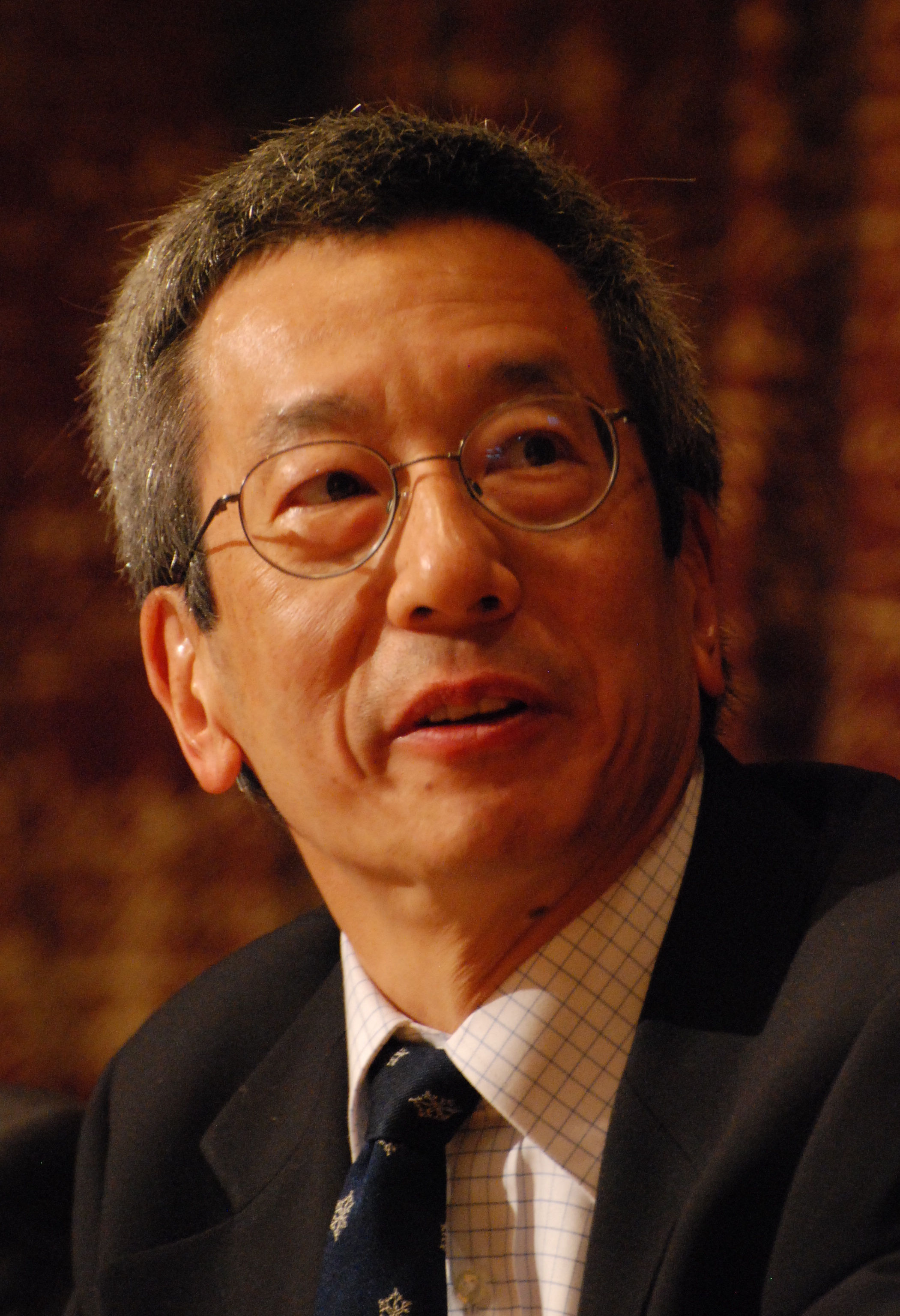
Роджер Тсиен

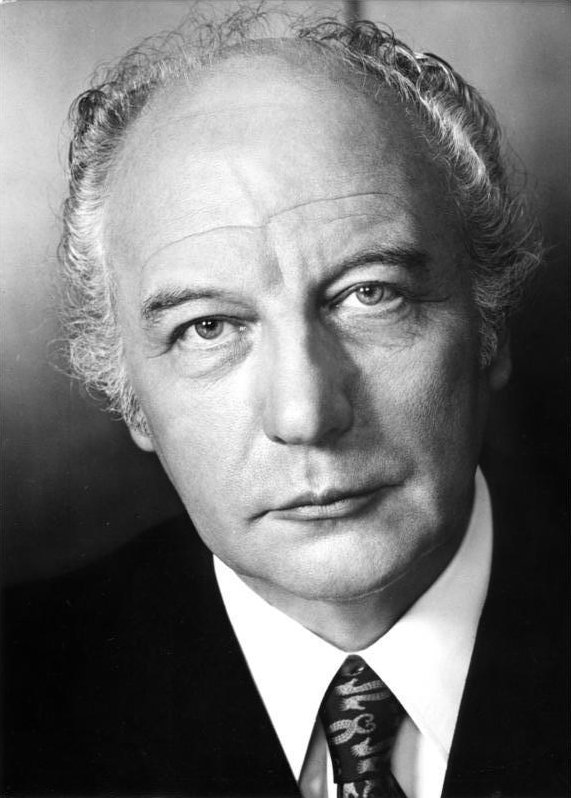
Вальтер Шеель

- Бергман, Джоэль (80) — американский архитектор[81].
- Бютор, Мишель (89) — французский писатель[82].
- Велат, Карлес (69) — испанский актёр[83].
- Гранже, Жиль-Гастон (96) — французский философ[84].
- Дьяков, Сергей Васильевич (77) — советский и российский юрист-криминолог, начальник Академии Министерства безопасности Российской Федерации (1992—1994), начальник договорно-правового управления ФСБ России, профессор, заслуженный деятель науки Российской Федерации, генерал-лейтенант в отставке[85].
- Ерёмина, Нина Алексеевна (82) — советская баскетболистка, пятикратная чемпионка СССР, спортивный комментатор Гостелерадио СССР, заслуженный мастер спорта СССР (1959)[86].
- Ивановский, Игнатий Михайлович (84) — советский и российский поэт-переводчик, ученик Михаила Лозинского[87].
- Карцыганов, Евгений Александрович (84) — советский и российский крымский художник, заслуженный художник Российской Федерации[88].
- Кацендер, Джордж (83) — канадский режиссёр, участник конкурсных программ Каннского кинофестиваля (1969), Берлинского кинофестиваля (1973) и Торонтского кинофестиваля («Да здравствуют зрелые женщины»)[89][90].
- Кидвай, Аклакур Рахман (96) — индийский государственный деятель, губернатор Бихара (1979—1985) и других штатов Индии[91].
- Просвирнин, Юрий Георгиевич (69) — советский и российский юрист, профессор, заведующий кафедрой конституционного права России и зарубежных стран юридического факультета Воронежского государственного университета[92],
- Тсиен, Роджер (Цянь Юнцзянь) (64) — американский генетик и химик китайского происхождения, лауреат Нобелевской премии по химии (2008)[93].
- Фошерау, Хеннинг (75) — немецкий государственный деятель, бургомистр Гамбурга (1988—1997), председатель Бундесрата (1990—1991)[94].
- Шеель, Вальтер (97) — немецкий государственный деятель, министр иностранных дел и вице-канцлер (1969—1974), федеральный президент (1974—1979) ФРГ .
- Шиманьский, Юзеф (90) — польский саночник, бобслеист и скелетонист, участник зимних Олимпийских игр в Кортина д’Ампеццо (1956)[95].
- Юзефович, Збигнев (91) — польский актёр театра, кино и телевидения, также театральный педагог[96].

## 23 августа

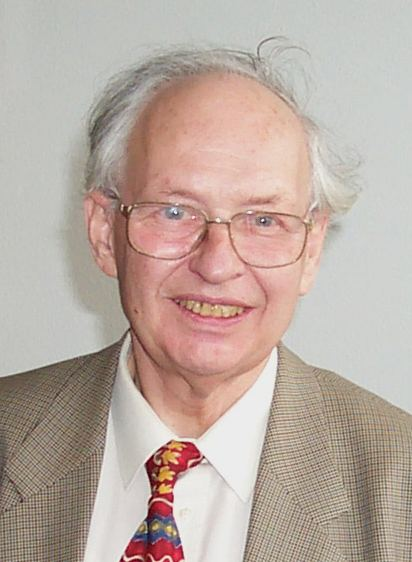
Рейнхард Зельтен

- Баркулис, Андреас (80) — греческий актёр[97].
- Зельтен, Рейнхард (85) — немецкий экономист, лауреат Нобелевской премии по экономике (1994)[98].
- Мелансон, Андре (74) — канадский киноактёр, сценарист и режиссёр[99].
- Мёрдре-Ламмедаль, Берит (76) — норвежская лыжница, чемпионка зимних Олимпийских игр в Гренобле (1968)[100].
- Муньос, Эвита (79) — мексиканская актриса («Ложь во спасение», «Наперекор судьбе»); пневмония[101].
- Пржиялковский, Виктор Владимирович (86) — советский учёный в области вычислительной техники, разработчик советских ЭВМ, генеральный конструктор ЕС ЭВМ, Герой Социалистического Труда (1983)[102].
- Тюренн, Анри де (94) — французский журналист и сценарист, лауреат премии Альбера Лондра (1952)[103].
- Фаерштейн, Борис Ефимович (96) — участник Великой Отечественной войны, участник обороны Брестской крепости[104].
- Хамиш, Барри (64) — израильский журналист, ведший расследование убийства премьер-министра Израиля Ицхака Рабина[105].
- Хилл, Стивен (94) — американский киноактёр (Альфред Хичкок представляет, «Закон и порядок», Коломбо, «Миссия невыполнима» и др.)[106].
- Цонев, Димитр Костов (57) — болгарский телевизионный и кинорежиссёр, телеведущий, сын актёра Константина Цонева; инсульт[107].

## 22 августа

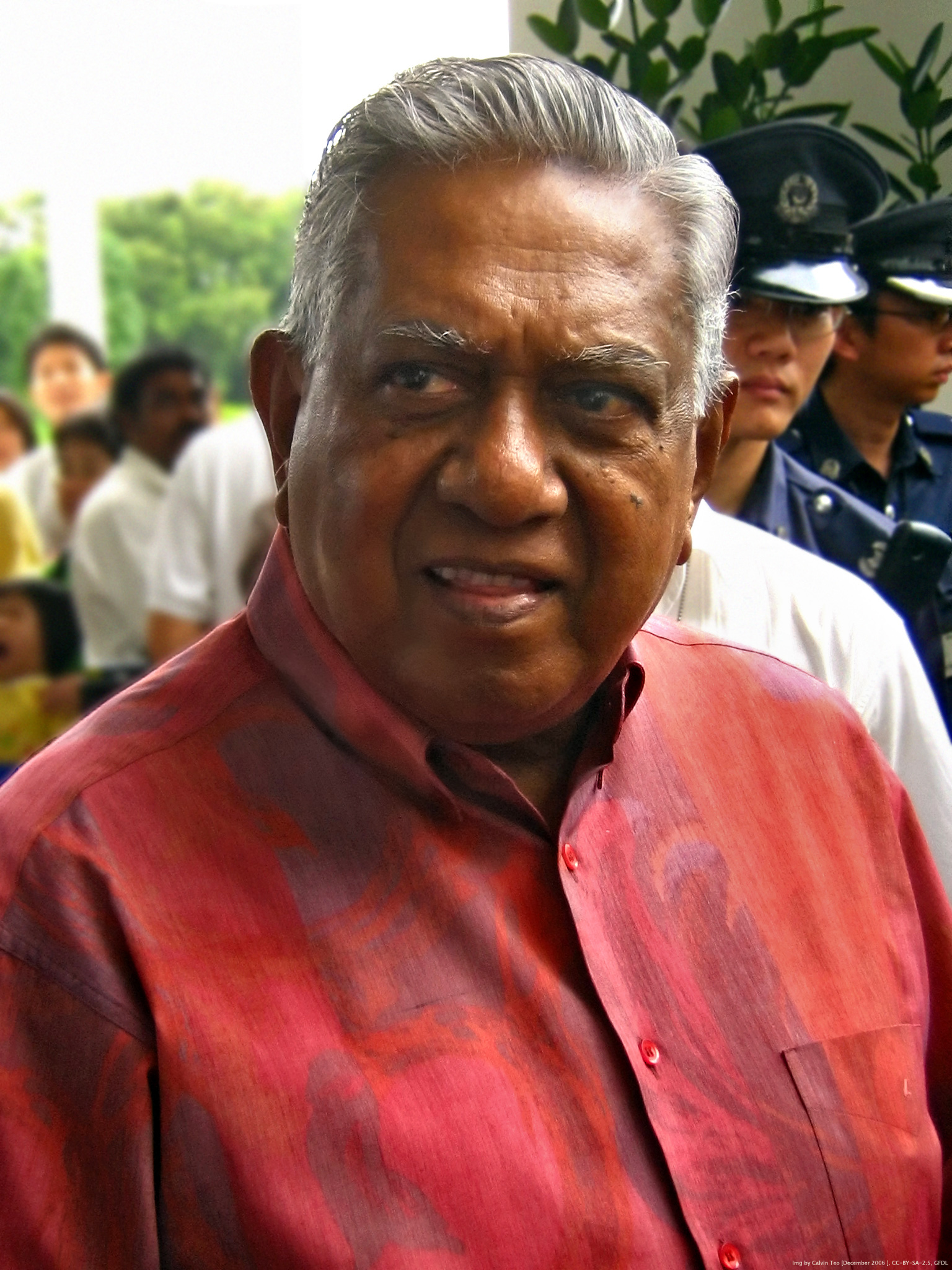
Селлапан Раманатан

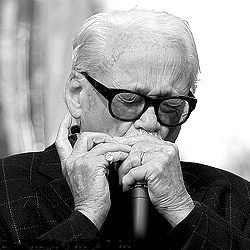
Тутс Тилеманс

- Абдрахимов, Адель Хакимович (101) — советский и российский скульптор, участник Великой Отечественной войны[108].
- Беспалый, Александр Сергеевич (67) — советский, затем российский и белорусский киноактёр, заслуженный артист Республики Беларусь[109].
- Брукс, Майкл (58) — американский профессиональный баскетболист и тренер, выступавший в Национальной баскетбольной ассоциации[110].
- Грабчак, Леонид Георгиевич (76) — советский и российский геолог, ректор Российского государственного геологоразведочного института имени Серго Орджоникидзе, заслуженный деятель науки и техники Российской Федерации[111].
- Исаев, Аскар Исаевич (84) — советский и киргизский архитектор, скульптор и поэт-песенник, председатель правления Союза архитекторов Киргизской ССР (1959—1961, 1986—1991), заслуженный архитектор Киргизской ССР (1974)[112].
- Карбонель, Хорди (92) — испанский политик, президент Левой республиканской партии Каталонии (1996—2004)[113].
- Косе, Исрафил (45 или 46) — турецкий комедийный актёр; разбился на мотоцикле[114].
- Паньоль, Жаклин (95) — французская актриса[115].
- Пышта, Михаил Яковлевич (89) — советский и российский художник, заслуженный художник РСФСР[116].
- Селлапан Раманатан (92) — сингапурский государственный деятель, президент Сингапура (1999—2011)[117].
- Смит, Джилли (83) — поэтесса, музыкант и актриса, сооснователь и участник коллективов Gong, Mother Gong и Planet Gong[118].
- Тажиев, Игорь Ибрагимович (69) — советский и российский архитектор, сын Ибрагима Тажиевича Тажиева[119].
- Тилеманс, Тутс (94) — бельгийский джазовый музыкант, один из крупнейших мастеров игры на губной гармонике XX века[120].
- Тимонен, Эйно Андреевич (67) — советский и российский карело-финский писатель, сын писателя Антти Тимонена[121].

## 21 августа

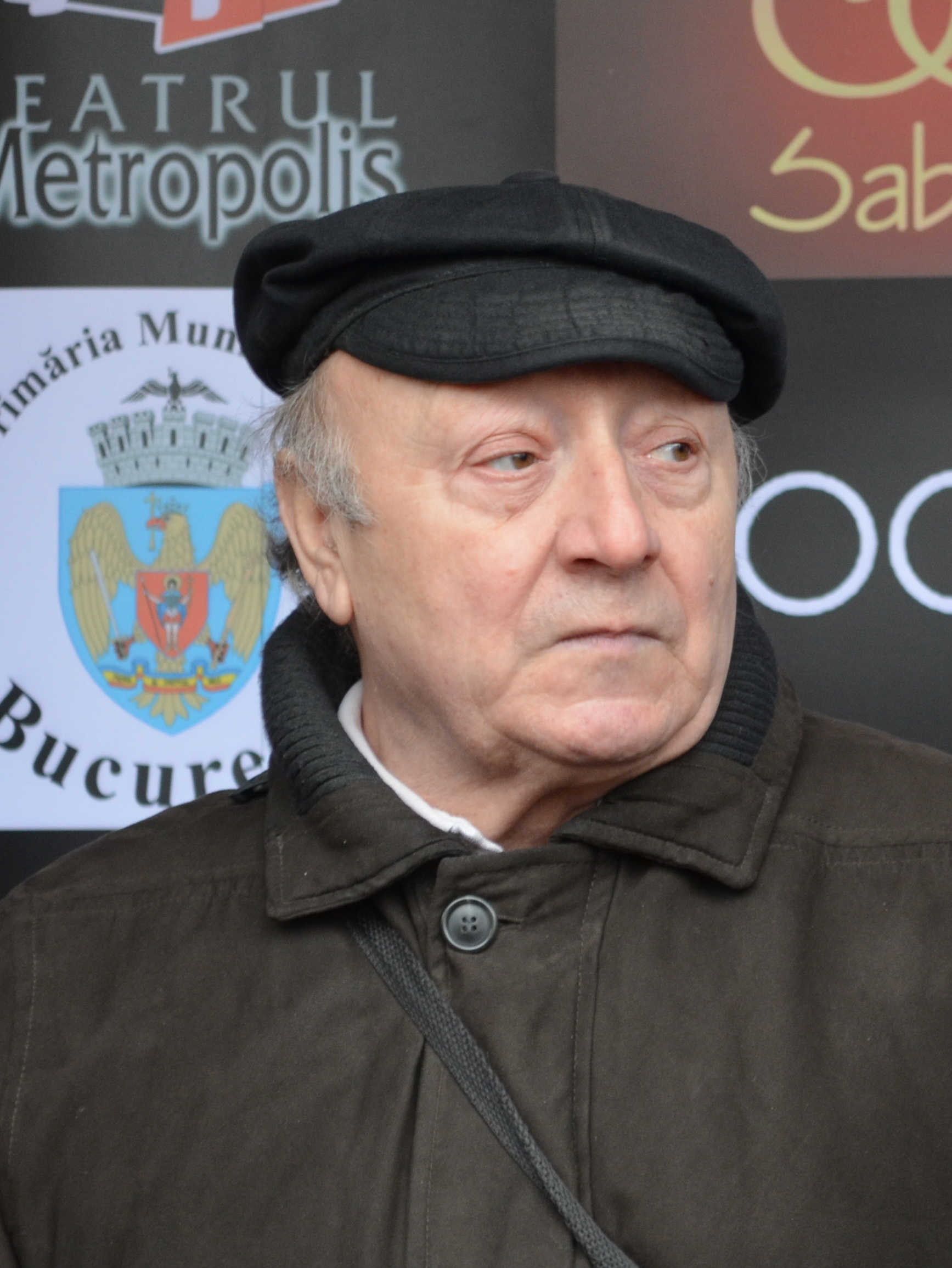
Марин Морару

- Девлеткильдеев, Артур Мурович — советский и российский тренер по велоспорту, заслуженный тренер России[122].
- Джей, Энтони (86) — британский кинорежиссёр[123].
- Казакевич, Александр Владимирович (65) — советский и российский геодезист, военный топограф, лауреат Государственной премии СССР[124].
- Кузнецов, Виктор Иванович (95) — советский военачальник, доктор технических наук, почётный гражданин Воронежа, Лауреат Государственной премии СССР (1967), генерал-лейтенант в отставке, участник Великой Отечественной войны[125].
- Морару, Марин (79) — румынский актёр[126][127].
- Рожков, Юрий Владимирович (45) — российский шеф-повар, ведущий программы «Спросите повара»[128].
- Росселл, Бенет (78) — испанский художник[129].
- Смит, Дерек (85) — британский джазовый музыкант[130].
- Солнцева, Лариса Павловна (92) — советский и российский искусствовед, публицист, профессор, доктор искусствоведения[131].
- Фридман, Бася (70) — шведская актриса (о смерти объявлено в этот день)[132].

## 20 августа

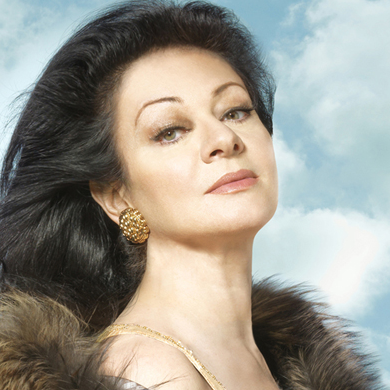
Даниэла Десси

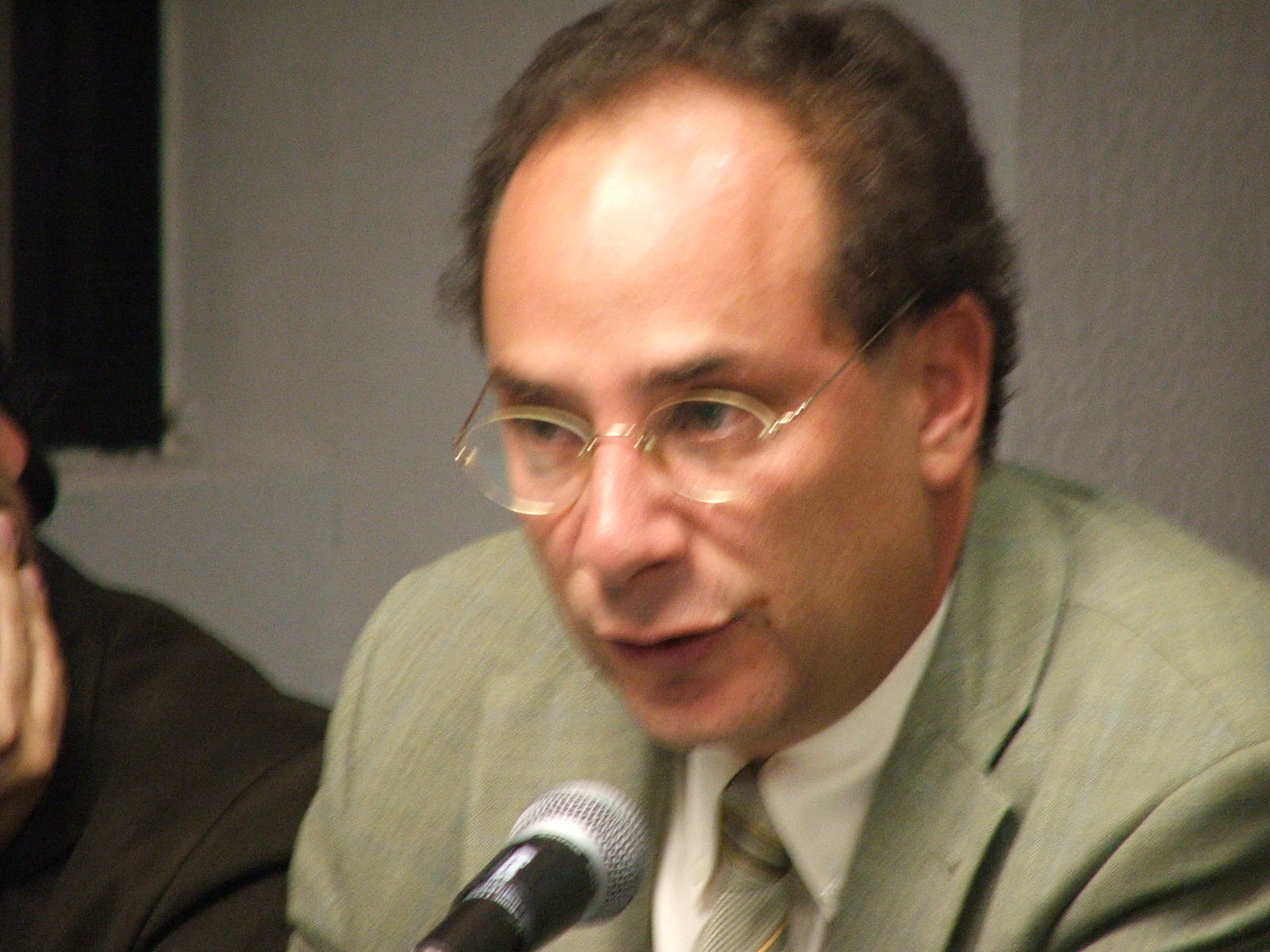
Инасио Падилья

- Десси, Даниэла (59) — итальянская оперная певица (лирико-драматическое сопрано)[133].
- Кряжков, Валентин Митрофанович (88) — советский учёный в области ремонта и эксплуатации сельскохозяйственных машин, ректор Санкт-Петербургского сельскохозяйственного института (1975—1979), академик ВАСХНИЛ (1978), академик РАН (2013)[134] Архивная копия от 31 августа 2016 на Wayback Machine.
- Лоо, Шарль Эмиль (94) — французский политический деятель, депутат Европейского парламента (1979—1989)[135].
- Мальковский, Эугениюш Гено (74) — польский художник, педагог, профессор, глава Союза художников Польши (1990-е годы)[136].
- Масеев, Федор Михайлович (88) — советский военный лётчик, участник Великой Отечественной войны, генерал-майор авиации в отставке[137].
- Падилья, Игнасио (47) — мексиканский писатель; ДТП[138].
- Перлман, Лу (62) — американский музыкальный продюсер, создатель группы Backstreet Boys; умер в тюрьме[139].
- Рикс, Брайан (92) — британский актёр[140].
- Стюарт, Луис (72) — ирландский гитарист[141].
- Тяпугин, Вадим Владимирович (72) — советский и российский хоккейный тренер, заслуженный тренер России[142].
- Филдс, Ирвинг (101) — американский пианист[143].
- Шиндел, Мортон (98) — американский продюсер, номинант на премию «Оскар» (1985)[144].

## 19 августа

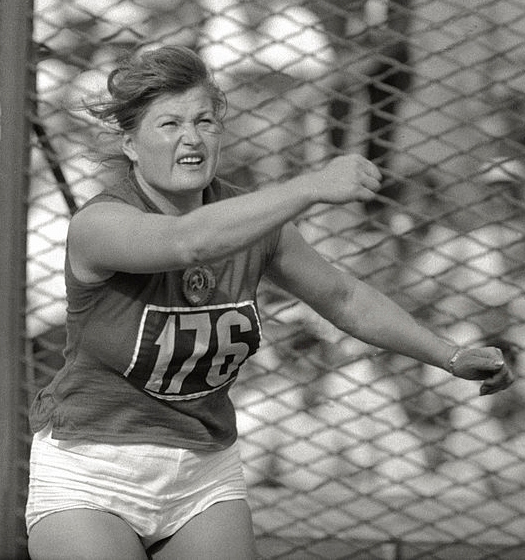
Нина Пономарёва

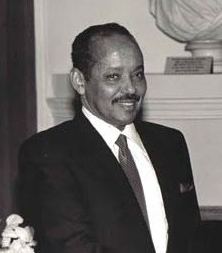
Мохамед Али Самантар

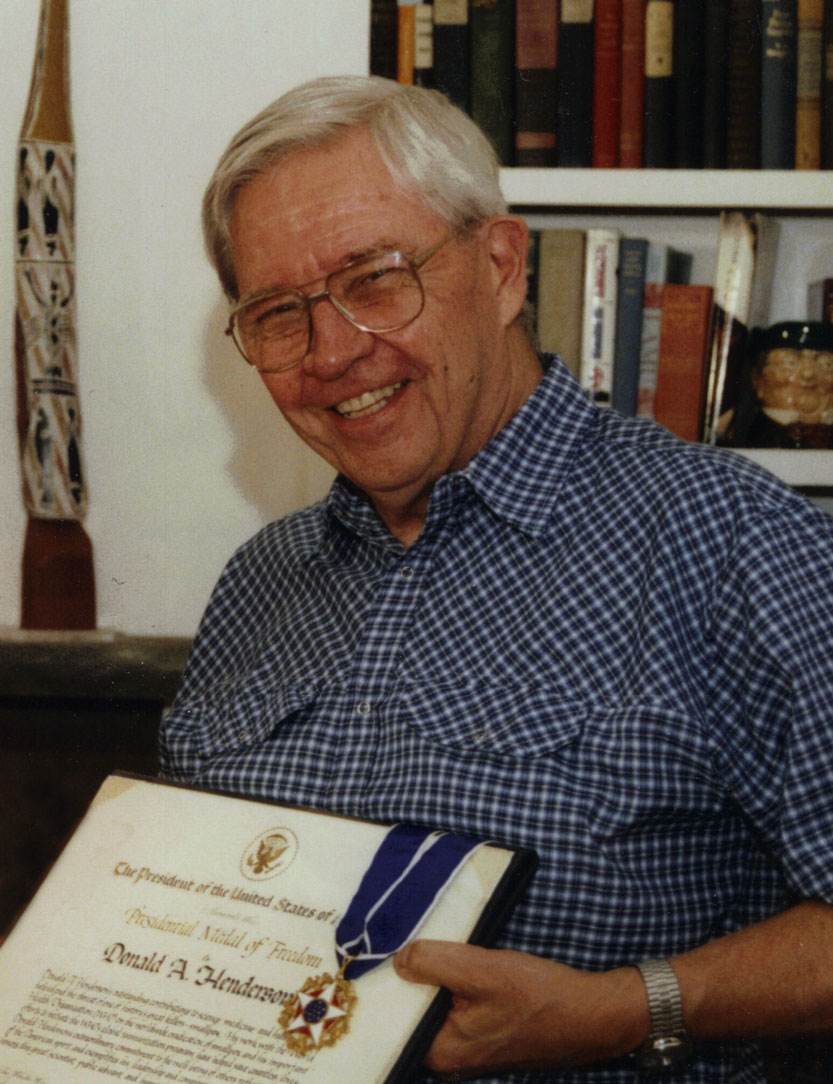
Джон Хендерсон

- Бланковский, Анатолий Кириллович (77) — советский и украинский альпинист, мастер спорта СССР[145].
- Войновский, Евгений Александрович (70) — советский и российский военно-полевой хирург, член-корреспондент РАН (2014; член-корреспондент РАМН с 2007)[146].
- Марк фон Гоенлоэ (54) — немецкий и испанский аристократ, герцог Мединасели (с 2013 года)[147].
- Пономарёва, Нина Аполлоновна (87) — советская спортсменка, олимпийская чемпионка летних Олимпийских игр в Хельсинки (1952) и в Риме (1960), бронзовый призёр летних Олимпийских игр в Мельбурне (1956) в метании диска[148].
- Пратт, Джек (100) — американский футболист, вратарь, участник Второй мировой войны[149].
- Райли, Джек (80) — американский актёр кино и телевидения[150].
- Сальган, Орасио (100) — аргентинский пианист и композитор[151].
- Самантар, Мохаммед Али (85) — сомалийский государственный деятель, премьер-министр Сомалийской Демократической Республики (1987—1990)[152].
- Ступица, Мира (93) — сербская актриса[153].
- Хендерсон, Джон (87) — американский врач и эпидемиолог, создатель вакцины от чёрной оспы (1977), лауреат Национальной научной медали США (1986), Премии Японии (1988) и Президентской медали Свободы (2002)[154].
- Чэнь Цзе (54) — китайский военный деятель, генерал-майор Народно-освободительной армии КНР; самоубийство[155].
- Энеску, Адриан (68) — румынский композитор и дирижёр[156].

## 18 августа

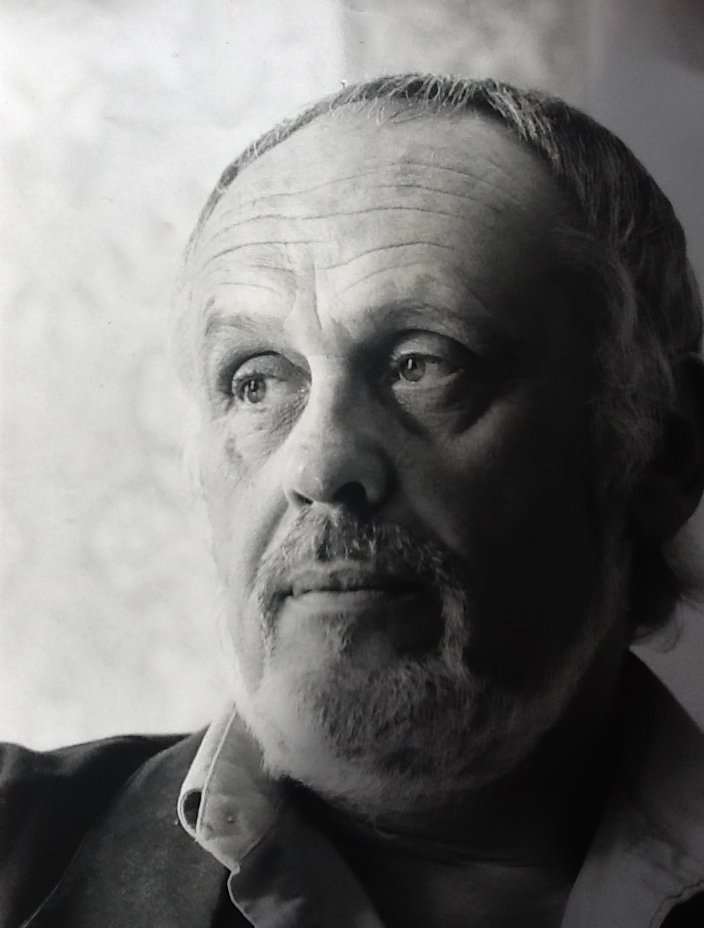
Майкл Напье Браун

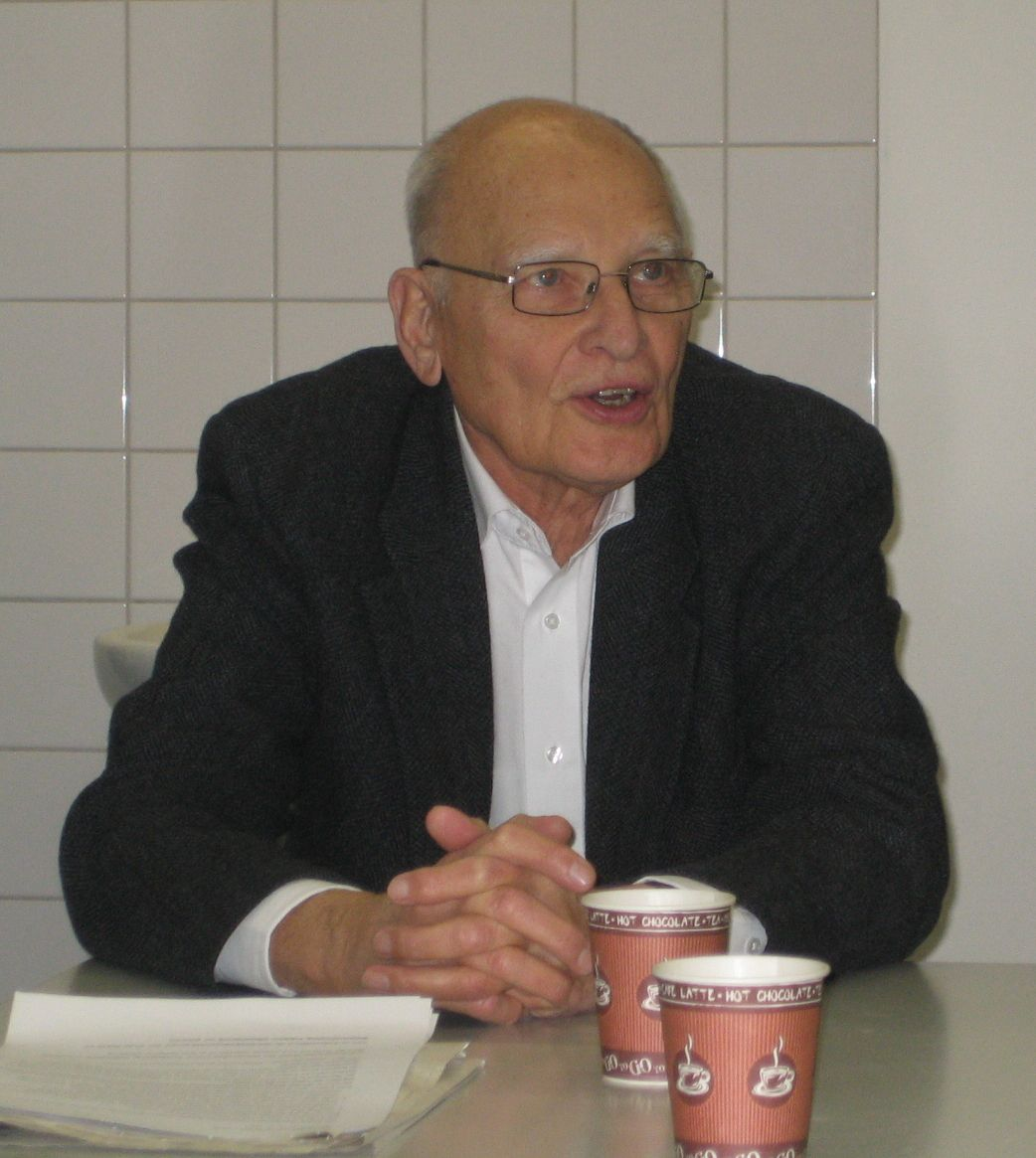
Курт Петцольд

- Бонино, Рене (86) — французский спринтер, серебряный призёр чемпионата Европы в беге на 100 метров (1954)[157].
- Весси, Джон Уильям (94) — американский военачальник, председатель объединённого комитета начальников штабов (1982—1985)[158].
- Джаниев, Ровшан Рафик оглы (41) — российский и азербайджанский криминальный авторитет, талышский «вор в законе» по прозвищу «Ровшан Ленкоранский»; убит[159].
- Димов, Геннадий Иванович (88) — советский и российский физик, член-корреспондент РАН (1991; член-корреспондент АН СССР с 1981)[160].
- Крупенников, Аркадий Анисимович (93) — советский историк, директор музея обороны Брестской крепости, (1956—1965), профессор Академии военных наук[161].
- Напье Браун, Майкл (79) — британский актёр, театральный режиссёр и драматург[162]
- Нольте, Эрнст (93) — немецкий историк и философ, исследователь фашизма[163].
- Петцольд, Курт (86) — немецкий историк-марксист[164].

## 17 августа

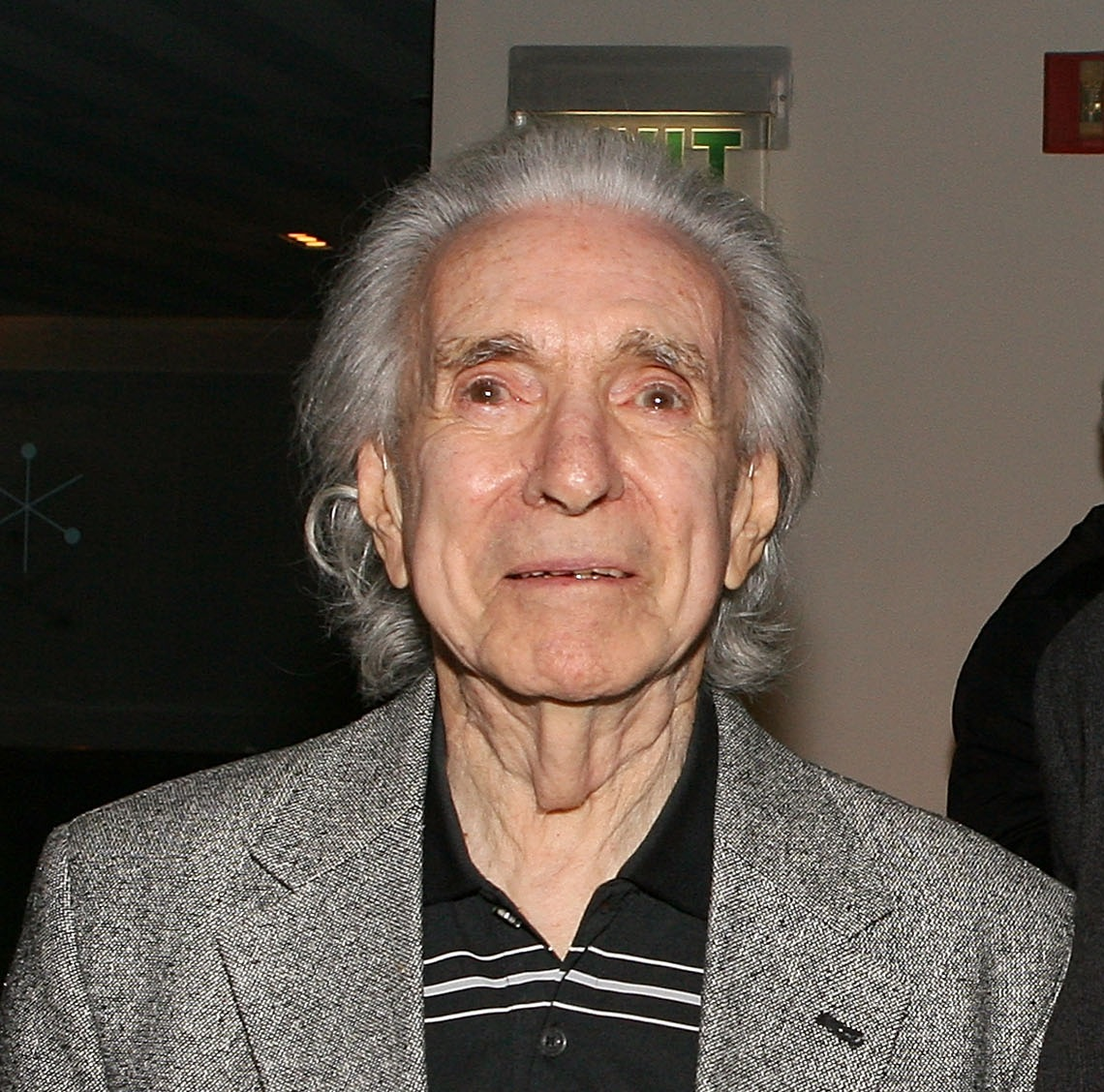
Артур Хиллер

- Алленби, Джон (75) — американский конструктор, создатель первых в мире портативных компьютеров[165].
- Валсамаки, Виталий Дмитриевич — советский и украинский художник[166].
- Ватаманюк, Василий Иванович (67) — советский и украинский исполнитель на цимбалах, солист оркестра Государственного заслуженного академического украинского народного хора имени Г. Г. Верёвки, народный артист Украины[167].
- Калинкин, Михаил Алексеевич (82) — советский и российский военный исследователь, сотрудник Экологического центра министерства обороны, лауреат Государственной премии СССР. генерал-майор в отставке, отец военного барда Михаила Михайловича Калинкина[168].
- Мартинус, Джон (77) — датский актёр театра и кино[169].
- Медведев, Николай Андреевич (92) — советский и российский учёный, участник Великой Отечественной войны, заслуженный деятель науки РСФСР, ректор Калининградского государственного университета (1975—1994)[170].
- Мигунов, Александр Сергеевич (75) — специалист в области эстетики, профессор МГУ, доктор философских наук[171].
- Мора, Виктор (85) — испанский актёр-комик de:Víctor Mora (Comicautor).
- Нугер, Рафаэль Иосифович — судья всесоюзной категории по парусному спорту[172].
- Одиноков, Виктор Георгиевич (91) — советский и российский литературовед, педагог, профессор, публицист, исследователь творчества Льва Толстого и сибирской литературы[173].
- Опинель, Морис (88) — французский бизнесмен, президент компании Opinel[174].
- Фишер, Джон (86) — американский пианист[175].
- Хейман, Нахум (82) — израильский композитор, лауреат Премии Израиля за песенное творчество на иврите (2009)[176].
- Хиллер, Артур (92) — канадский и американский режиссёр кино и телевидения, актёр и продюсер[177].
- Чабрич, Денис (49) — боснийский музыкант (Regina)[178].

## 16 августа

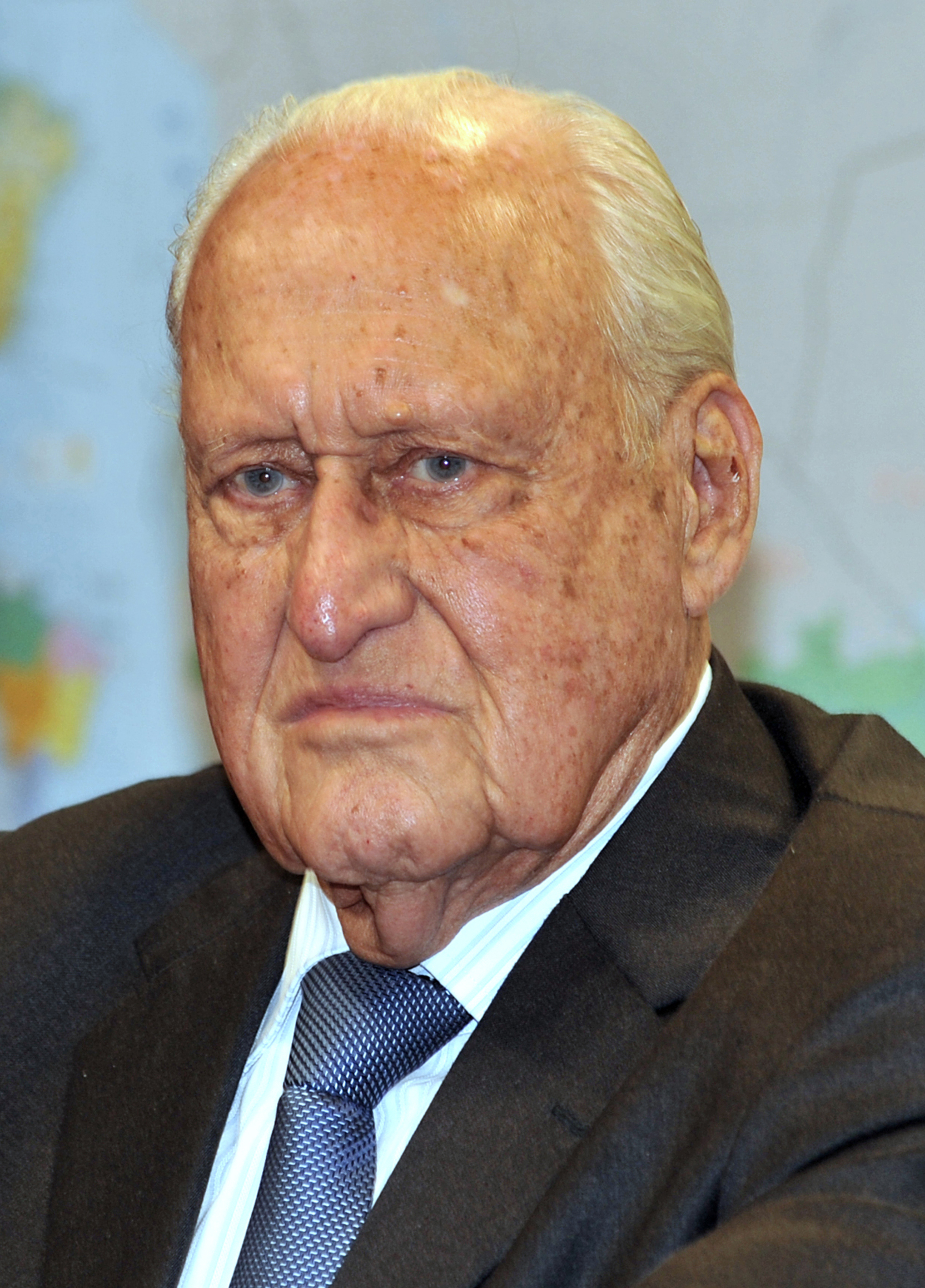
Жоао Авеланж

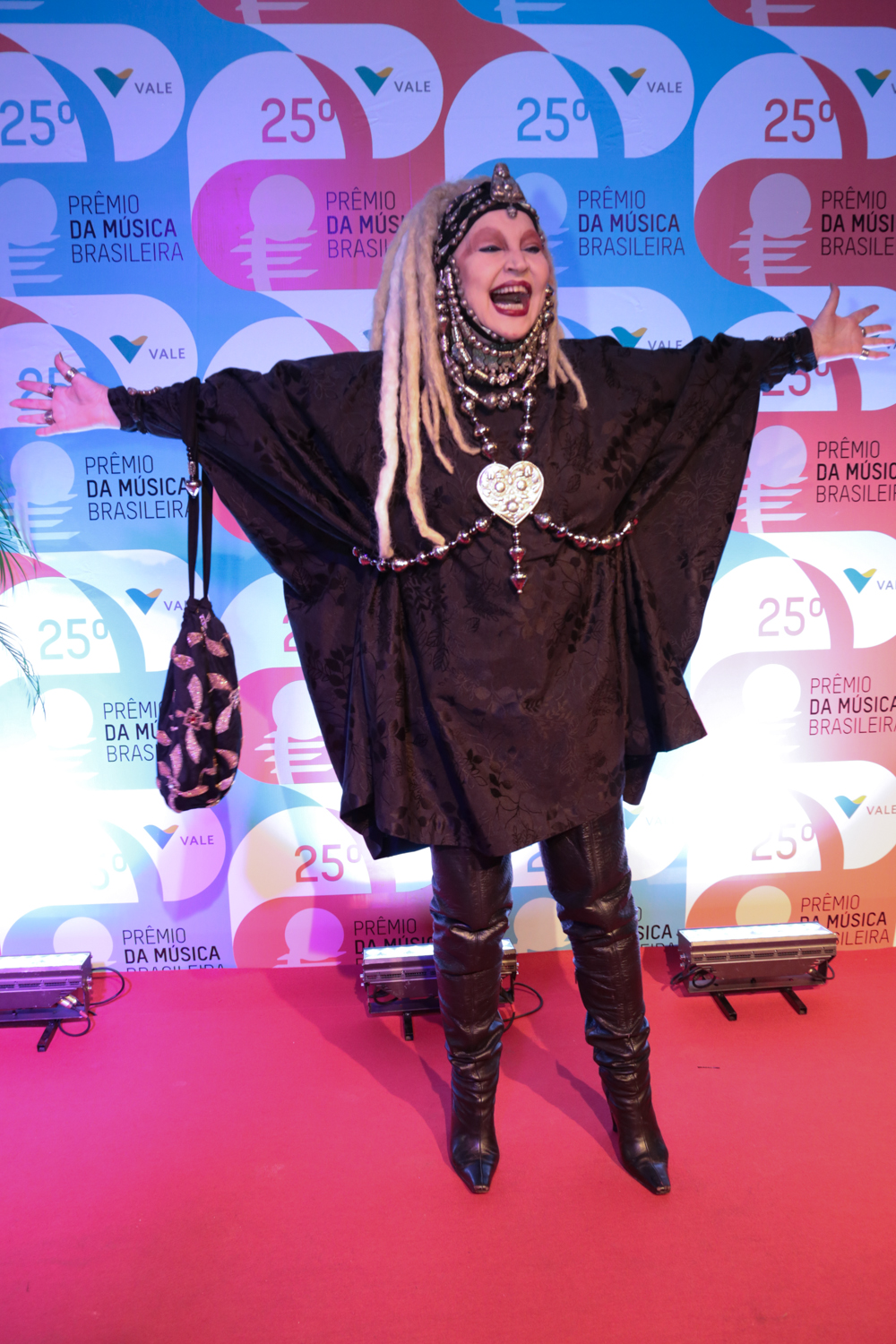
Эльке Маравилья

- Авеланж, Жоао (100) — бразильский футбольный функционер, президент ФИФА (1974—1998)[179].
- Иванов, Владимир Иванович (70) — советский и российский чувашский артист балета, солист балетной труппы Чувашского государственного театра оперы и балета, заслуженный артист Чувашской АССР[180].
- Маравилья, Элке (71) — бразильская актриса российского происхождения[181].
- Ортин, Поло (88) — мексиканский актёр («Дикая Роза», «Шалунья», «Настоящая любовь») и художник, мастер дубляжа; инфаркт[182].
- ди Оливейра Рибейру, Луис Алвару (73) — бразильский футбольный менеджер, президент футбольного клуба «Сантос»[183].
- Сингх, Гурдиал (83) — индийский писатель[184].
- Старченко, Марина Георгиевна (92) — советский и российский архитектор[185].
- Трускиновский, Мозес (82) — американский деятель еврейского движения, защитник прав советских евреев[186].
- Флорент, Эндрю (45) — австралийский теннисист; рак[187].
- Яковлев, Владимир Геннадьевич — российский поэт[188].

## 15 августа

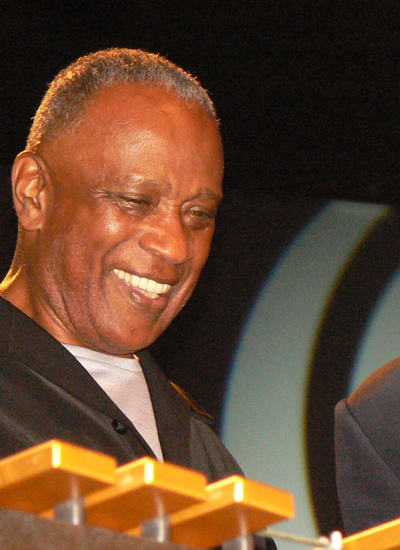
Бобби Хатчерсон

- Аткинсон, Дэлиан (48) — английский футболист («Астон Вилла»)[189].
- Горчаков, Гений Дмитриевич (89) — российский драматург и режиссёр[190].
- Панек, Чеслав (62) — польский хоккеист и тренер[191].
- Пономарёва, Ксения Юрьевна (54) — российский медиаменеджер, генеральный директор ОРТ (1997—1998), главный редактор газеты «Коммерсантъ» (1992)[192].
- Середа, Андрей Васильевич (54) — российский поэт, писатель, драматург[193].
- Стофиле, Махенкеси (71) — южноафриканский государственный и спортивный деятель, министр спорта (2004—2010), вице-президент Всемирного антидопингового агентства (с 2014)[194].
- Фаскель, Соланж (83) — французская писательница, лауреат премии Двух маго (1967)[195].
- Хатчерсон, Бобби (75) — американский музыкант (джазовый вибрафонист и исполнитель на маримбе)[196].
- Хенце, Штефан (35) — немецкий каноист, серебряный призёр летних Олимпийских игр в Афинах (2004), неоднократный чемпион и призёр чемпионатов мира и Европы, тренер; ДТП[197].

## 14 августа

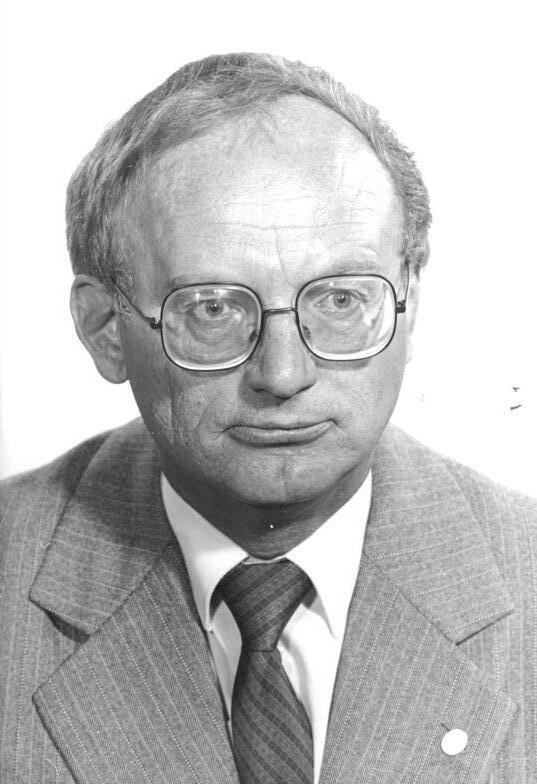
Герман Кант

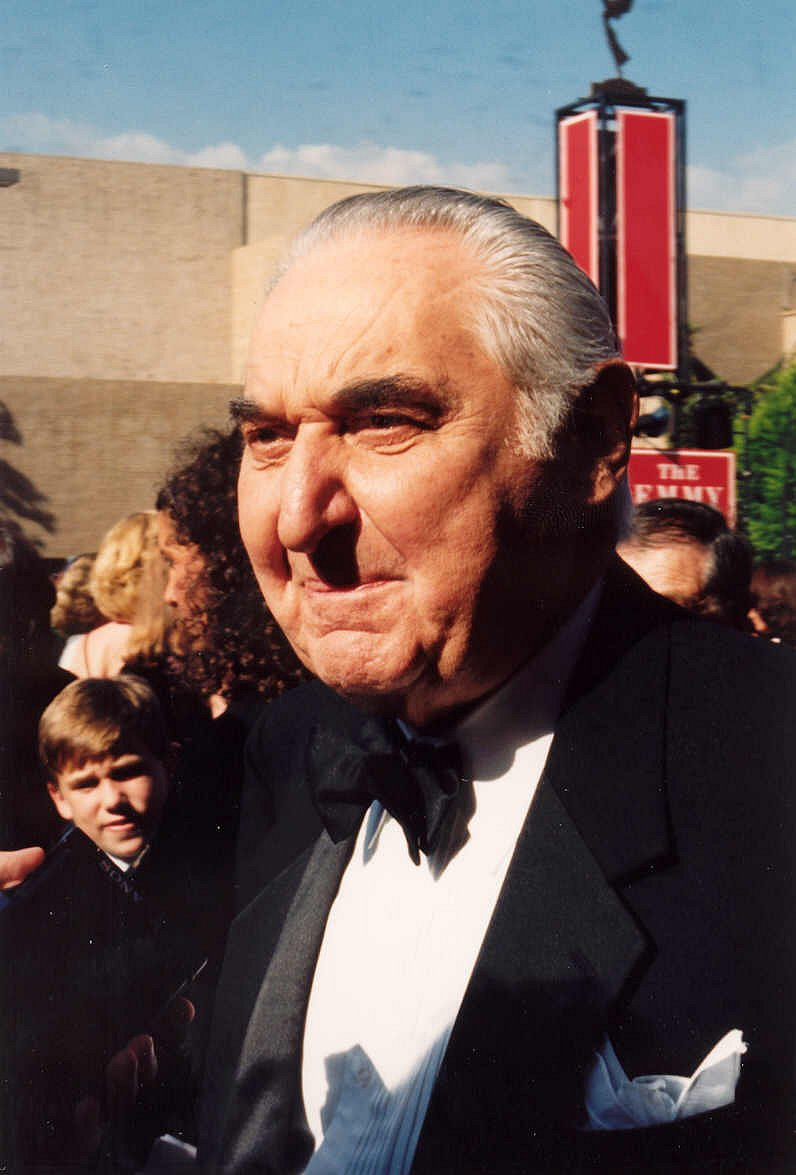
Файвуш Финкель

- Блэк, Нил (84) — британский гобоист[198].
- Вулли, Джеймс (49) — американский музыкант, клавишник Nine Inch Nails (1991—1994), лауреат премии «Грэмми»[199].
- Голубец, Михаил Андреевич (85) — советский учёный, украинский государственный и политический деятель, народный депутат Украины 1-го созыва, академик Национальной академии наук Украины, заслуженный деятель науки и техники Украины, лауреат Государственной премии Украины в области науки и техники[200].
- Джумбе, Мвиньи Абуд (96) — занзибарский и танзанийский государственный деятель, президент Занзибара (1972—1984)[201].
- Зубайраев, Супьян Лечиевич (83) — советский чеченский самбист, чемпион и призёр чемпионатов СССР, тренер сборной Кубы по вольной борьбе (1977—1980)[202].
- Кант, Герман (90) — немецкий писатель[203].
- Кастильо, Мария Хулия (81) — сальвадорский политик, первая женщина, возглавившая конституционную ассамблею этой страны[204].
- Мейер, Хорст (90) — швейцарский физик[205].
- На Мутукумар (41) — индийский поэт[206].
- Пиани, Лоренцо (60) — итальянский эстрадный певец it:Lorenzo Piani.
- Северов, Анатолий Александрович (78) — советский и казахстанский художник, заслуженный художник Казахской ССР[207].
- Соломов, Николай Иванович (74) — российский государственный деятель, депутат Совета Федерации России (1998—2001), Председатель Государственного Собрания Республики Саха (2003—2005)[208].
- Фёдорова, Маргарита Алексеевна (88) — советская и российская пианистка, народная артистка РФ (2007)[209].
- Финкель, Файвуш (93) — американский актёр театра на идише, телевидения и кино, лауреат премий «Эмми» и Obie[210].
- Щелин, Владимир Степанович (82) — советский и российский художник[211].
- Яня, Пётр (64) — польский государственный и политический деятель, воевода Западно-Поморского воеводства (с 2015)[212].
- Ясумицу, Тойода (81) — японский бейсболист[213].

## 13 августа

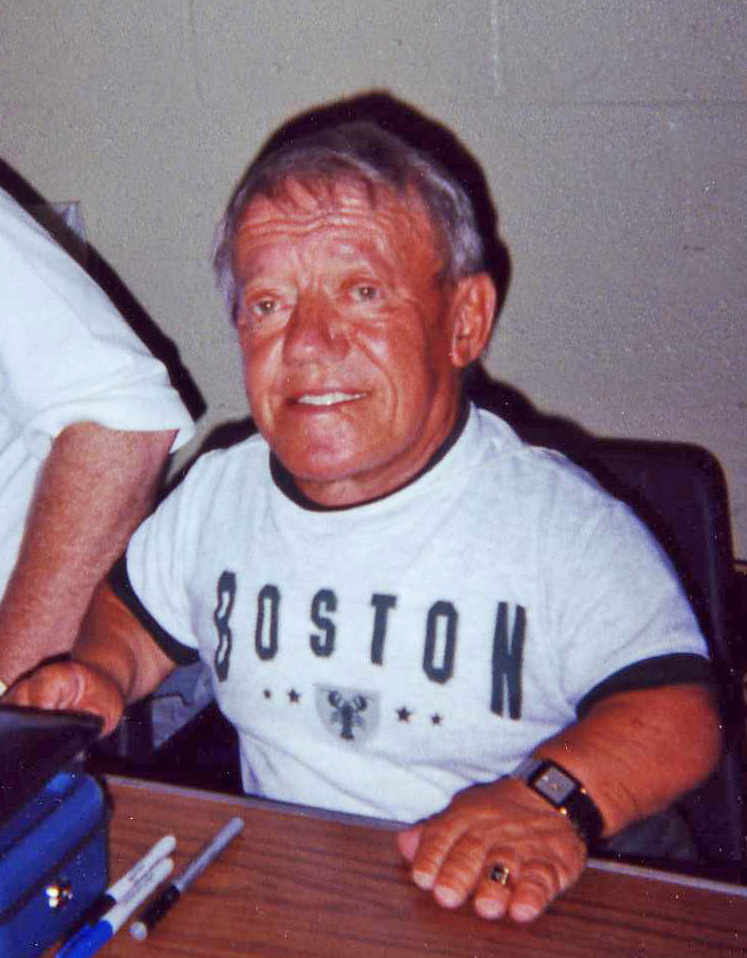
Кенни Бейкер

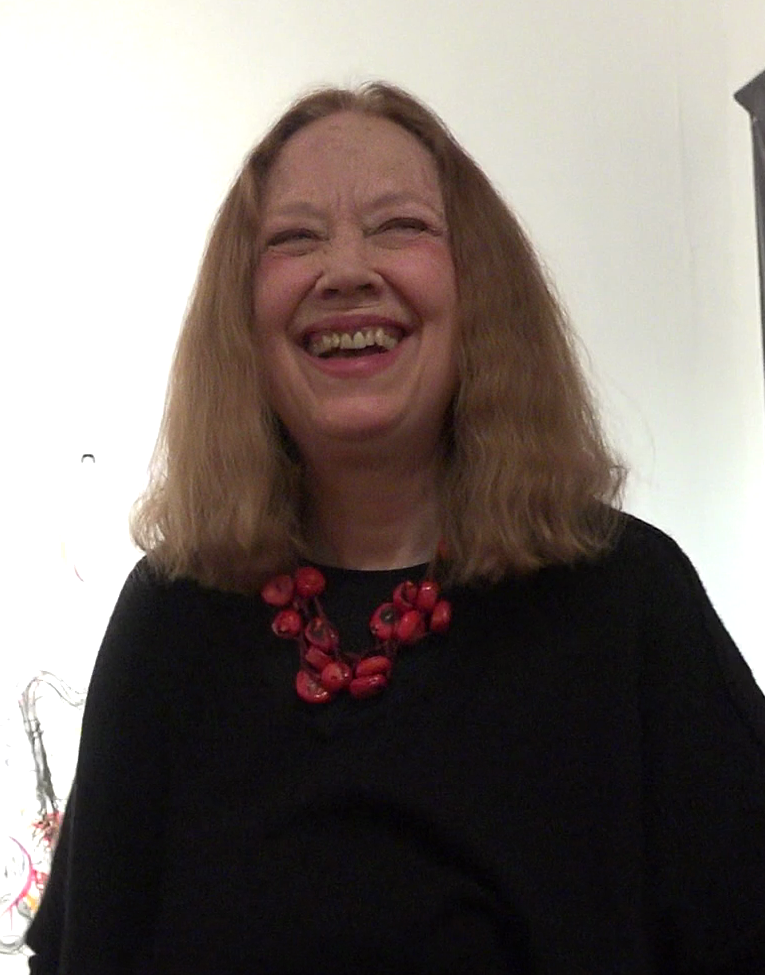
Конни Крозерс

- Аросева, Елена Александровна (93) — советская и российская театральная актриса, заслуженная артистка РСФСР, сестра актрисы Ольги Аросевой[214].
- Бакиев, Ахмет Вахитович (77) — советский и российский башкирский ученый в области проблем нефтегазохимического аппаратостроения, академик АН РБ[215].
- Бейкер, Кенни (81) — американский киноактёр, известный по роли робота R2-D2[216].
- Булатов, Анатолий Иванович (85) — советский и российский учёный-нефтяник, доктор технических наук (1961), профессор (1966), лауреат премии Совета министров СССР[217].
- Келли, Аллен (83) — американский баскетболист, чемпион летних Олимпийских игр в Риме (1960)[218].
- Крозерс, Конни (75) — американская пианистка[219].
- Малле-Жорис, Франсуаза (86) — бельгийская и французская писательница[220].
- Моргулес, Ирина Израилевна (77) — советская и российская журналистка и театральный критик, лауреат всесоюзных конкурсов[221].
- Низамов, Рафик Заитович (57) — советский и казахстанский хоккеист и тренер, мастер спорта СССР[222].
- Сасоно, Ади (73) — индонезийский государственный деятель, министр кооперативов и малого бизнеса (1998—1999)[223].
- Туохи, Лиам (83) — ирландский футболист и футбольный тренер[224].
- Томас, Джойс Кэрол (78) — американская поэтесса[225].
- Холл, Гита (82) — шведская и американская актриса[226].

## 12 августа

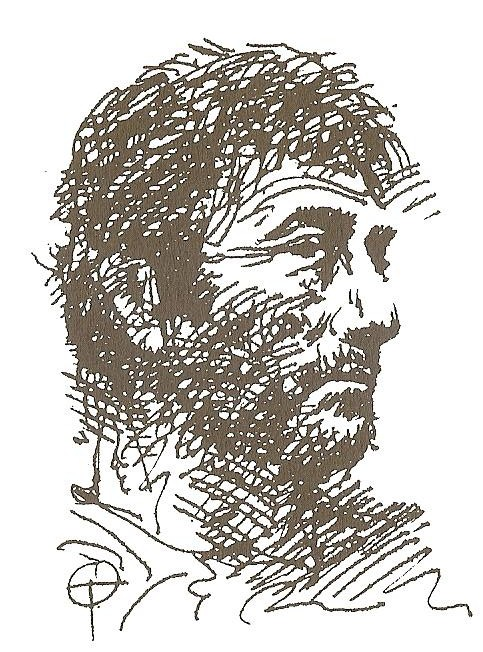
Любомир Попович

- Де Мигель, Хуан Педро (58) — испанский гандболист, участник летних Олимпийских игр 1980 и 1984 гг[227].
- Лопес де Альба, Грасиела Алисия (84) — чилийская актриса и певица[228].
- Луков, Вадим Борисович (63) — советский и российский дипломат, Чрезвычайный и Полномочный Посол Российской Федерации в ЮАР (1997—2001) и в Бельгии (2004—2009)[229].
- Мамедов, Фазиль Гулам оглы (67) — азербайджанский архитектор[230].
- Нарольский, Александр Владимирович (65) — советский, российский и приднестровский архитектор, главный архитектор Тирасполя, заслуженный архитектор Приднестровской Молдавской Республики[231].
- Попович, Любомир (81) — французский художник-сюрреалист, выходец из Сербии[232].
- Уилсон, Руби (68) — американская джазовая певица[233].

## 11 августа

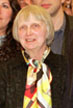
Рада Аджубей

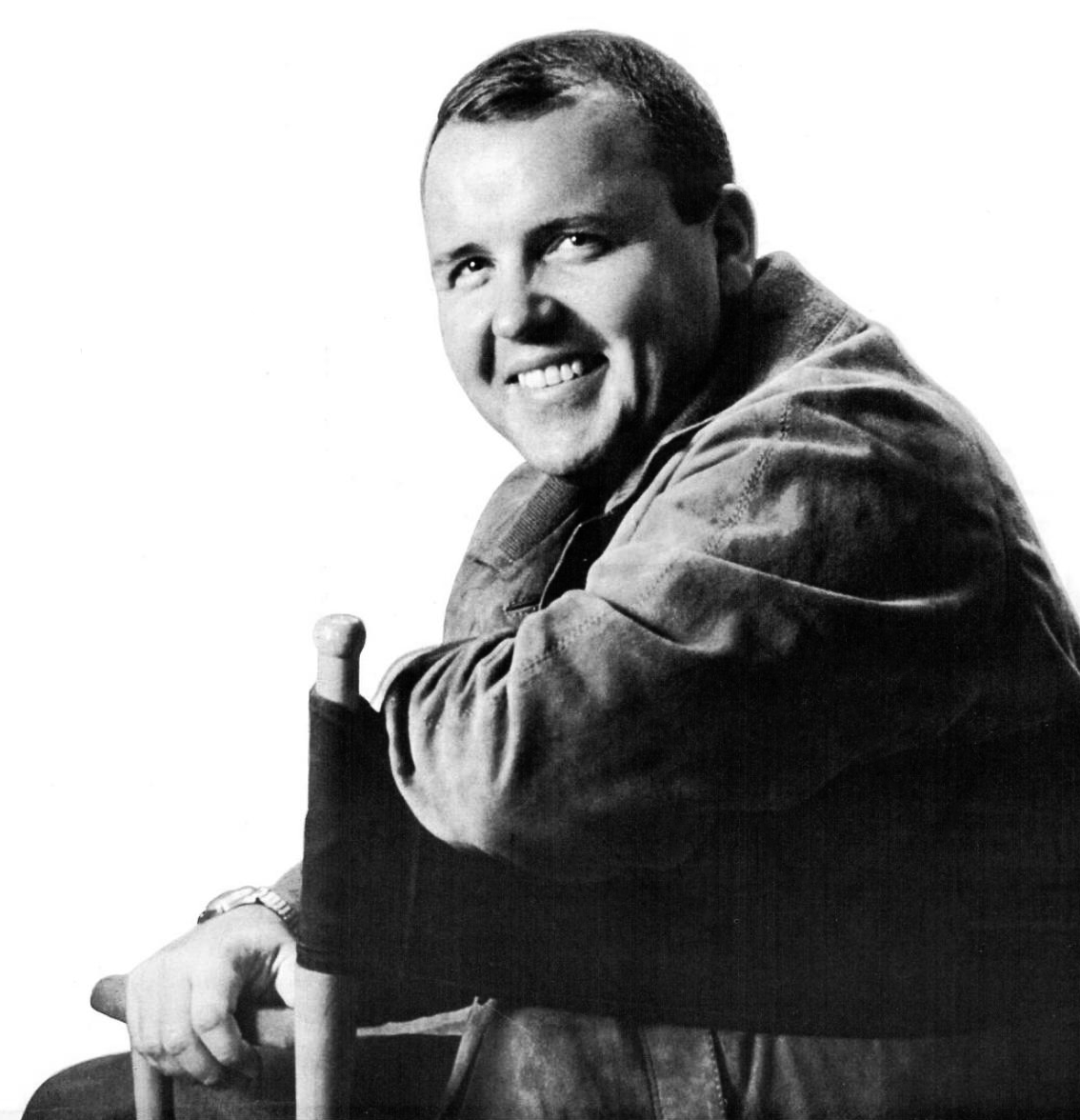
Гленн Ярбро

- Аджубей, Рада Никитична (87) — советская и российская журналистка и публицистка, дочь Никиты Хрущёва, вдова советского журналиста Алексея Аджубея[234].
- Аль Банби, Хамди (80) — египетский бизнесмен и государственный деятель, министр нефти и минеральных ресурсов (1991—1999)[235].
- Осман, Мохаммад Акрам (79) — афганский писатель[236].
- Стейнбек, Томас (72) — американский писатель, сын Джона Стейнбека[237].
- Стеклер, Лен (88) — американский фотограф[238].
- Талалян, Александр Андраникович (88) — советский и армянский математик, академик Национальной академии наук Армении[239].
- Тёрботт, Иэн (94) — британский государственный и колониальный деятель, администратор и губернатор Гренады (1964—1968)[240].
- Ярбро, Гленн (86) — американский певец[241].

## 10 августа

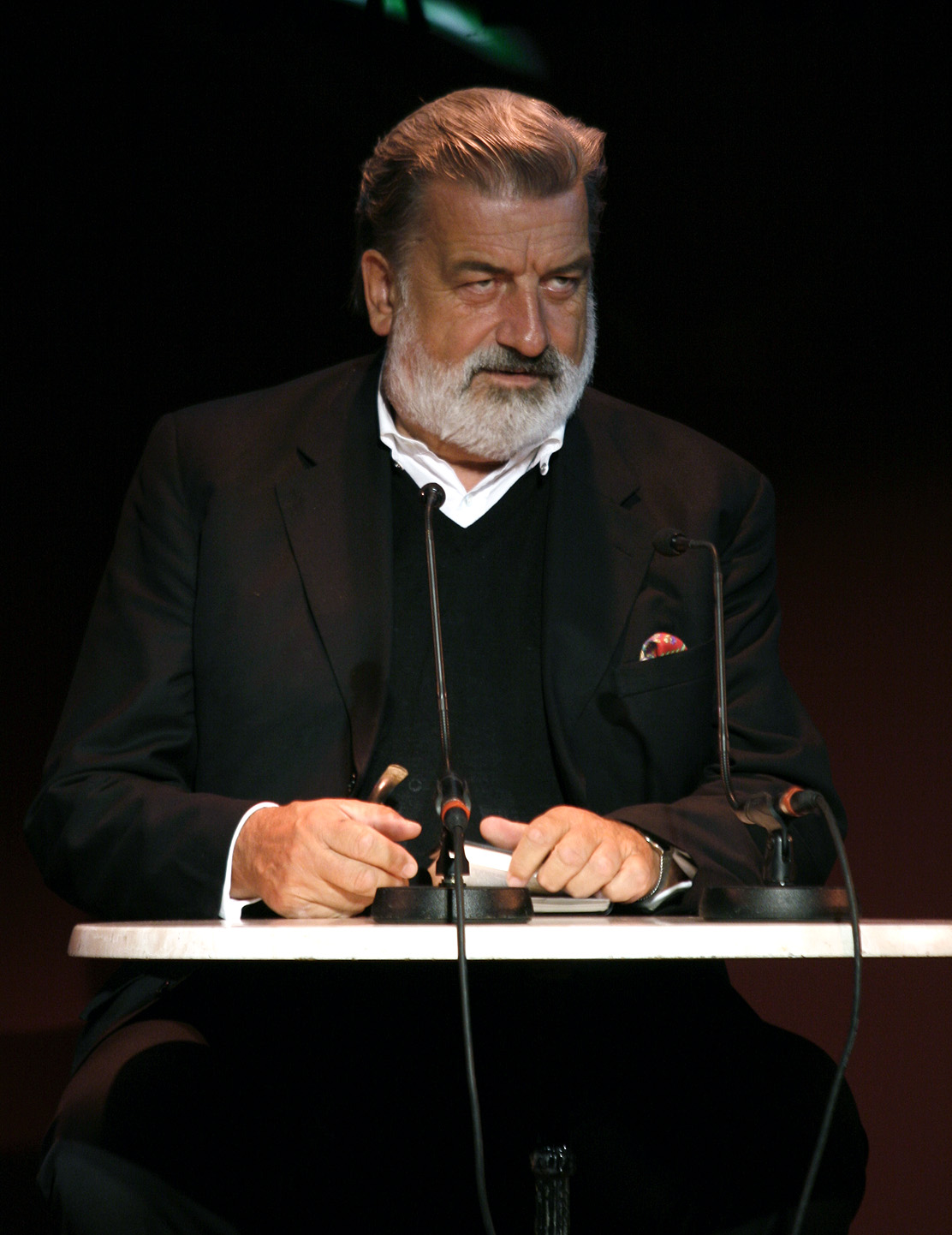
Герхардт Тётчингер

- Бринхманн, Хелен (98) — норвежская актриса[242].
- Гродзинский, Дмитрий Михайлович (87) — советский и украинский биофизик и физиолог растений, академик Национальной академии наук Украины (1990)[243].
- Лютиков, Алексей Михайлович (42) — российский актёр («Зажигайка»), продюсер документального кино, игрок КВН («Служебный вход»), генеральный директор «Уральские пельмени продакшн»; сердечное заболевание[244]
- Марьин, Алексей Борисович (51) — советский и российский хоккеист, вратарь команды «Спартак» (Москва) и сборной СССР, бронзовый призёр чемпионата мира и чемпион Европы (1991)[245].
- Мур, Джон (77) — американский антрополог[246]
- Ращинский, Алесь (66 или 67) — белорусский композитор и фольклорист[247].
- Сантос, Хосе Луис (62) — испанский актёр, рак[248].
- Семерджиев, Любомир (65) — болгарский архитектор; несчастный случай[249].
- Сигети, Синтия (66) — американская актриса[250].
- Смит, Билл (88) — основатель британской гоночной команды McLaren[251].
- Тётчингер, Герхардт (70) — австрийский актёр[252].
- Тонелли, Иделер (91) — аргентинский государственный деятель, министр труда (1987—1989)[253].
- Хавский, Сергей Владимирович (88) — советский и российский шахматист, участник Великой Отечественной войны, мастер спорта СССР[254].
- Шаврин, Николай Васильевич (89) — советский и российский передовик производства, Герой Социалистического Труда[255].
- Шанкар, Саси (57) — индийский кинорежиссёр[256].
- Шитов, Константин Терентьевич (61) — советский и российский режиссёр и оператор-теледокументалист[257].

## 9 августа

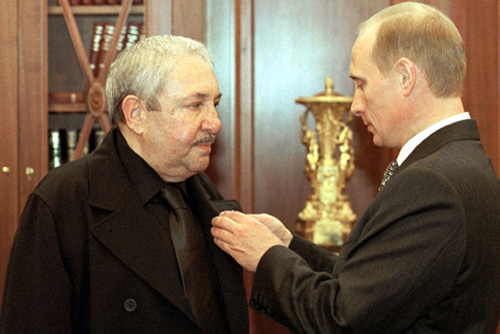
Эрнст Неизвестный (слева)

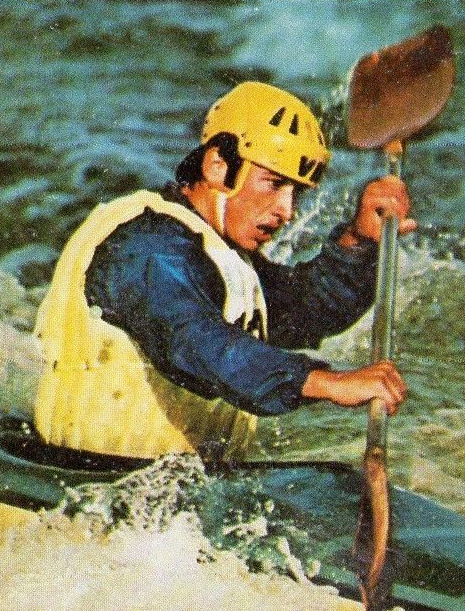
Зиберт Хорн

- Аруначалам, Панджу (75) — индийский писатель и продюсер[258].
- Байбородин, Борис Алексеевич (?) — советский и российский учёный в области полезных ископаемых, заслуженный деятель науки Российской Федерации[259].
- Бёгеляйн, Карл (89) — германский футболист, тренер и спортивный функционер[260].
- Гарриба, Фабио (71) — итальянский актёр[261] Архивная копия от 26 августа 2016 на Wayback Machine
- Дагган, Падрейг (67) — ирландский музыкант[258].
- Дженнер, Бэрри (75) — американский актёр («Даллас», «Мэтлок», «Если наступит завтра», «Крутой Уокер»)[262].
- Джеральд Кавендиш Гровенор, 6-й герцог Вестминстер (64) — английский аристократ, герцог Вестминстер (1979—2016)[263].
- Каликхо Пул (47) — индийский государственный деятель, главный министр Аруначал-Прадеш (2016); самоубийство[264].
- Клепалов, Анатолий Иванович (77) — советский и российский хирург, заслуженный врач РСФСР[265].
- Неизвестный, Эрнст Иосифович (91) — советский и американский скульптор, участник Великой Отечественной войны[266].
- Нифонтов, Владлен Александрович (77) — советский организатор строительной отрасли и государственный деятель, председатель Череповецкого горисполкома (1987—1990)[267].
- Пола Хесус, Рафаэль (92) — мексиканский актёр, режиссёр и сценарист[268].
- Робертс-Джон, Филипп (91) — бельгийский искусствовед[269].
- Руис Мартинес, Рикардо — мексиканский эстрадный певец; инфаркт[270].
- Хорн, Зигберт (66) — восточногерманский каноист, чемпион летних Олимпийских игр в Мюнхене 1972, трёхкратный чемпион мира (1971, 1973, 1975)[271].

## 8 августа
- Анастасов, Никола (84) — болгарский актёр театра и кино[272].
- Барибан, Михаил Михайлович (67) — советский и российский прыгун в длину, чемпион СССР, участник летних Олимпийских игр в Мюнхене (1972)[273].
- Большаков, Юрий Федорович (85) — советский и российский организатор производства, основатель поселка городского типа Балакирево и оборонных заводов «Балакиревский механический завод» и завода «Сибприбормаш» (Бийск Алтайского края), лауреат Государственной премии СССР[274].
- Вебер, Клаус (80) — немецкий биолог, лауреат премии Эрнста Юнга[англ.] (1984) и медали Отто Варбурга[англ.] (1997)[275].
- Даниелян, Оганес Юрьевич (42) — армянский шахматист, гроссмейстер (1999)[276].
- Лакшми, Джоти (62 или 63) — индийская киноактриса; лейкемия[277].
- Михайлович, Деян (83 или 84) — сербский скрипач, основатель и художественный руководитель Белградского ансамбля скрипачей[278].
- Московский, Павел Владимирович (101) — киновед, писатель, журналист, заслуженный работник культуры РСФСР[279].
- Нандасири, Виджая (72) — шри-ланкийский писатель и актёр[280].
- Оразаев, Афлик Пшимахович (69) — советский и российский кабардино-балкарский поэт, журналист и переводчик[281].
- Соколовская-Корцелли, Анна (83) — польский киносценарист и кинорежиссёр[282].
- Урбанчич, Иво (85) — словенский философ[283].

## 7 августа

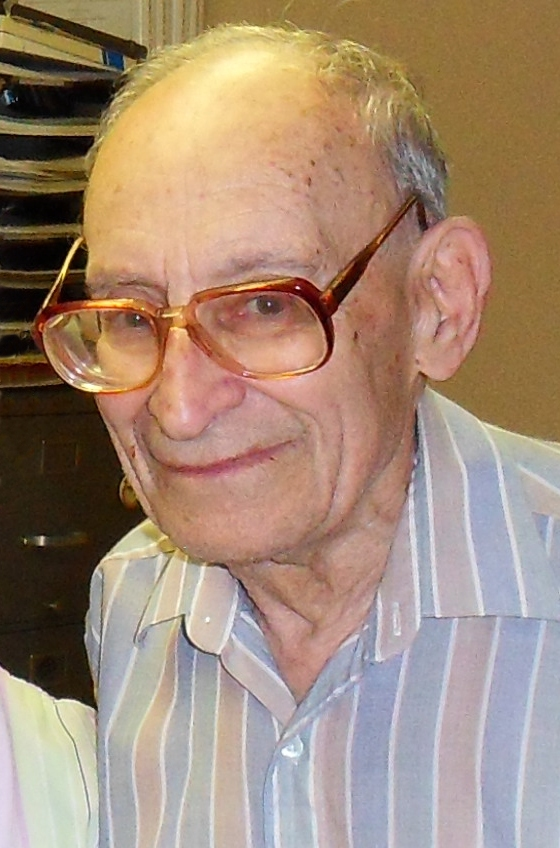
Юрий Брегель

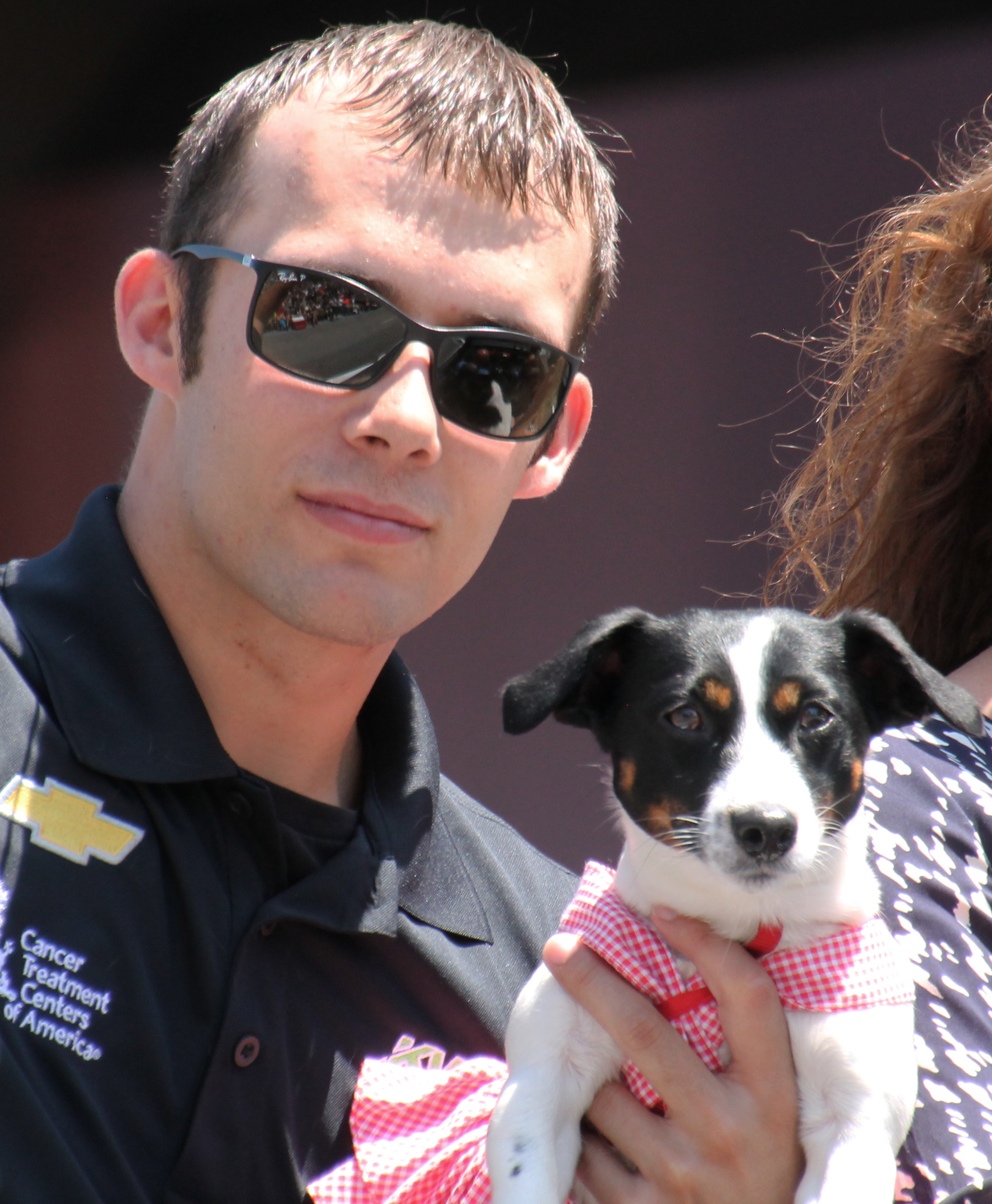
Брайан Клоусон

- Антонов, Пётр Дмитриевич (81) — советский и российский тренер по хоккею с мячом, заслуженный работник физической культуры и спорта Российской Федерации[284].
- Брегель, Юрий Энохович (90) — советский и американский историк и востоковед[285].
- Буэно, Густаво (91) — испанский философ[286].
- Варгас, Долорес (80) — испанская певица[287].
- Гюнтхард, Жак (96) — швейцарский гимнаст, чемпион летних Олимпийских игр в Хельсинки (1952) в упражнении на перекладине[288].
- Даплин, Джозеф (82) — американский яхтсмен, чемпион мира Star World (1963)[289].
- Клобучар, Анджелко (85) — хорватский композитор[290].
- Клоусон, Брайан (27) — американский автогонщик; несчастный случай во время гонки[291].
- Кушаков, Сергей Иванович (60) — российский актёр театра и кино, артист театра Ленсовета, заслуженный артист РФ[292].
- Льюис, Саган (63) — американская актриса; рак[293].
- Мирзоян, Тереза Гайковна (93) — советский и армянский скульптор, заслуженный художник Армянской ССР[294].
- Санита, Жан (88) — французский писатель[295].
- Тейлор Б. Е. (65) — американский автор-исполнитель[296].
- Уинтерс, Раби (74) — американская певица[297].
- Фаррелли, Миджет (71) — австралийский спортсмен, первый чемпион мира по сёрфингу (1964)[298].

## 6 августа

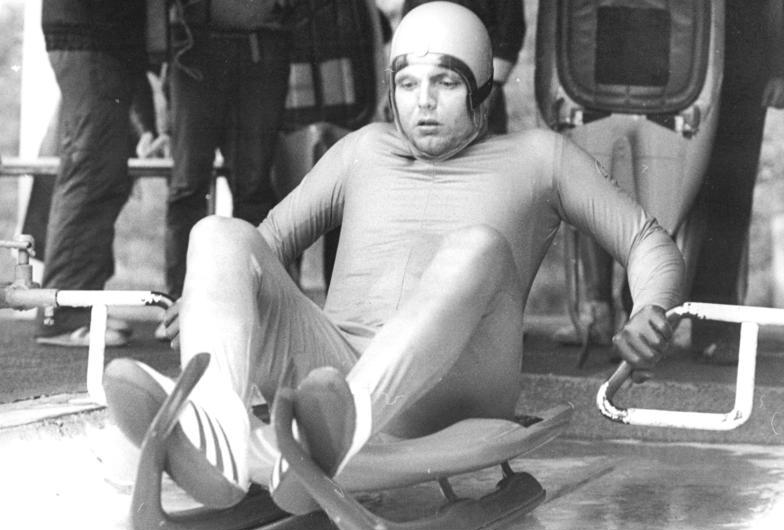
Михаэль Вальтер

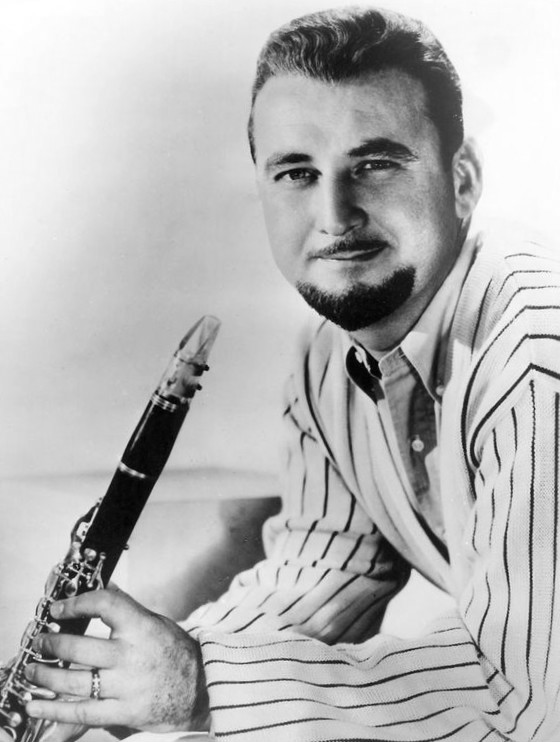
Пит Фаунтин

- Бесерра, Хосе (80) — мексиканский профессиональный боксёр, чемпион мира (1959—1960)[299].
- Бентли, Хелен Делич (92) — американский государственный деятель, депутат Конгресса США от Республиканской партии[300].
- Бялович, Филипп (90) — польский публицист, участник восстания в концлагере Собибор[301].
- Вальтер, Михаэль — немецкий саночник, выступавший за сборную ГДР в 1980-х годах, чемпион мира (1985)[302].
- Вильсгорд, Ян (86) — шведский автомобильный дизайнер, главный дизайнер Volvo Cars (1950—1990)[303].
- Димов, Виктор Павлович (75) — советский и российский скульптор[304].
- Доссор, Алан (74) — британский театральный режиссёр[305].
- Жуковец, Валентина Иосифовна (87) — бригадир маляров управления начальника работ № 115 треста «Отделстрой» Министерства строительства предприятий тяжёлой индустрии СССР, Герой Социалистического Труда, почётный гражданин Ростова-на-Дону (о смерти стало известно в этот день)[306].
- Лаукс, Йожеф (73) — венгерский музыкант, ударник (Omega, Locomotiv GT)[307].
- Пейнтер, Темпл (83) — американский органист[308].
- Питанги, Иву (90) — бразильский пластический хирург[309].
- Спарк, Сэмуэль (78) — шотландский художник[310].
- Твен, Норман (85) — американский продюсер[311].
- Фаунтин, Пит (86) — американский кларнетист[312].
- Фисенко, Валентин Николаевич (81) — советский и белорусский дипломат, юрист-международник, Чрезвычайный и Полномочный Посол Беларуси в Австрии (1994—2000)[313].

## 5 августа

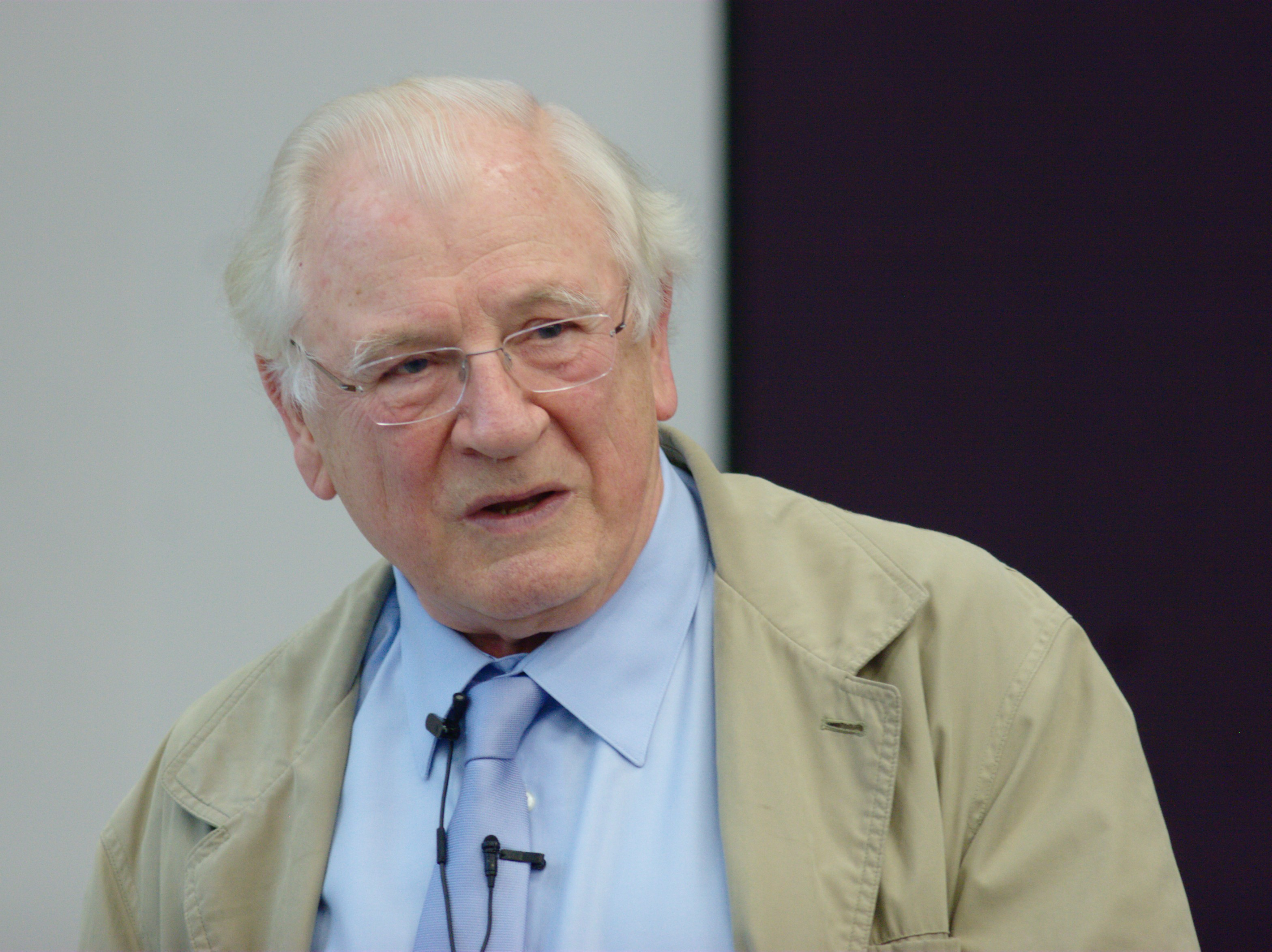
Джон Алан Робинсон

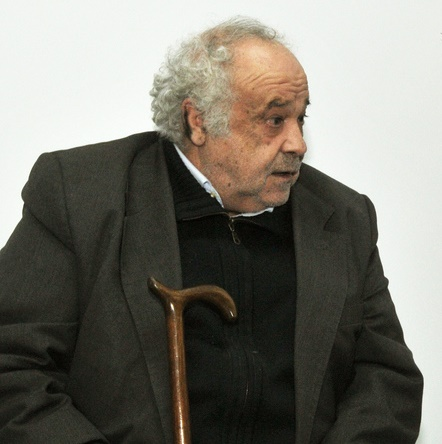
Элеутерио Фернандес Уидобро

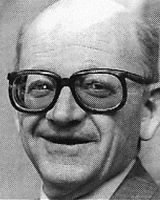
Альфонс Эгли

- Бельмасов, Борис Петрович (75) — советский и российский художник, заслуженный художник России[314].
- Богданов, Богдан (75) — болгарский учёный, исследователь и переводчик древнегреческой литературы, посол Болгарии в Греции (1991—1993)[315].
- Бора, Мохим (93) — индийский писатель[316].
- Вагнер, Саул Давыдович (88) — советский и российский физик, профессор, заслуженный работник образования Российской Федерации[317]. (неавторитетный источник)
- Векслер, Александр Григорьевич (84) — советский и российский учёный, главный археолог Москвы (1998—2009), заслуженный работник культуры РФ[318].
- Ли, Вандер (50) — бразильский автор-исполнитель[319].
- Мандл, Инес (98) — американский биохимик[320].
- Менденхолл, Джордж (99) — американский библеист[321].
- Морщинин, Анатолий Иванович (80) — советский и российский тренер по боксу, заслуженный тренер РСФСР[322].
- Ньивенхёйзен, Аннет (85) — нидерландская актриса[323].
- Робинсон, Джон Алан (86) — британский философ и логик[324].
- Пич, Лен (83—84) — британский гражданский служащий, исполнительный директор Национальной службы здравоохранения Великобритании (1986—1989)[325].
- Солганик, Григорий Яковлевич (83) — российский лингвист, основатель Московской школы стилистики[326].
- Татаркин, Александр Иванович (70) — российский экономист, доктор экономических наук, профессор, заслуженный деятель науки Российской Федерации (1996), академик РАН (2006), директор Института экономики УрО РАН[327].
- Фаган, Ричард (69) — американский музыкант и автор песен[328].
- Фернандес Уидобро, Элеутерио (74) — уругвайский государственный деятель, министр обороны Уругвая (с 2011 года)[329].
- Хиллман, Гарольд (85) — британский биолог[330].
- Шамим Ара (78) — пакистанская актриса[331].
- Шахман, Говард — американский биохимик[332].
- Эгли, Альфонс (91) — швейцарский государственный деятель, президент Швейцарии (1986)[333].

## 4 августа

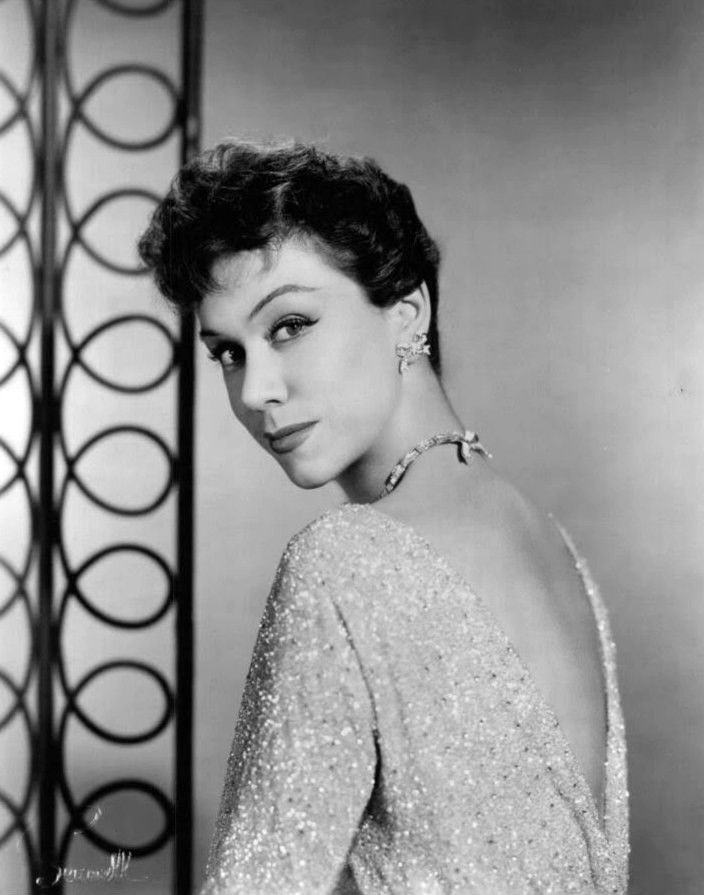
Патрис Манселл

- Ветко, Тамара Ивановна (88) — советская и российская актриса, артистка Кировского драматического театра, народная артистка РСФСР (1987)[334].
- Игревский, Валерий Иванович (89) — советский государственный деятель, заместитель министра геологии СССР (1966—1980), первый заместитель министра нефтяной промышленности СССР (1980—1988), ученый-нефтяник[335].
- Иеремия (Алёхин) (100) — схиархимандрит, настоятель русского православного Свято-Пантелеймонова монастыря на Афоне (Греция)[336].
- Кондратенко, Лидия Александровна (81) — советская и российская оперная певица (меццо-сопрано), солистка Воронежского театра оперы и балета, заслуженная артистка РСФСР (1978)[337].
- Котова, Валентина Ивановна (83) — советский и российский передовик производства, бригадир сборщиков производственного объединения «Светлана», Герой Социалистического Труда (1981)[338].
- Манселл, Патрис (91) — американская оперная певица (колоратурное сопрано)[339].
- Налтанов, Никита Евдокимович (81) — советский и российский художник, мастер народного промысла долган, народный мастер Российской Федерации[340].
- Осорио, Марта (?) — испанская актриса и писательница[341].
- Ригор, Снаффу (69) — филиппинский композитор и певец[342].
- Тубе, Шарль (58) — камерунский футболист[343].
- Шарко, Зинаида Максимовна (87) — советская и российская актриса театра и кино, народная артистка РСФСР (1980)[344].

## 3 августа

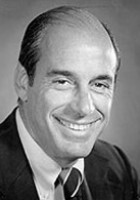
Роберт Розенкранс

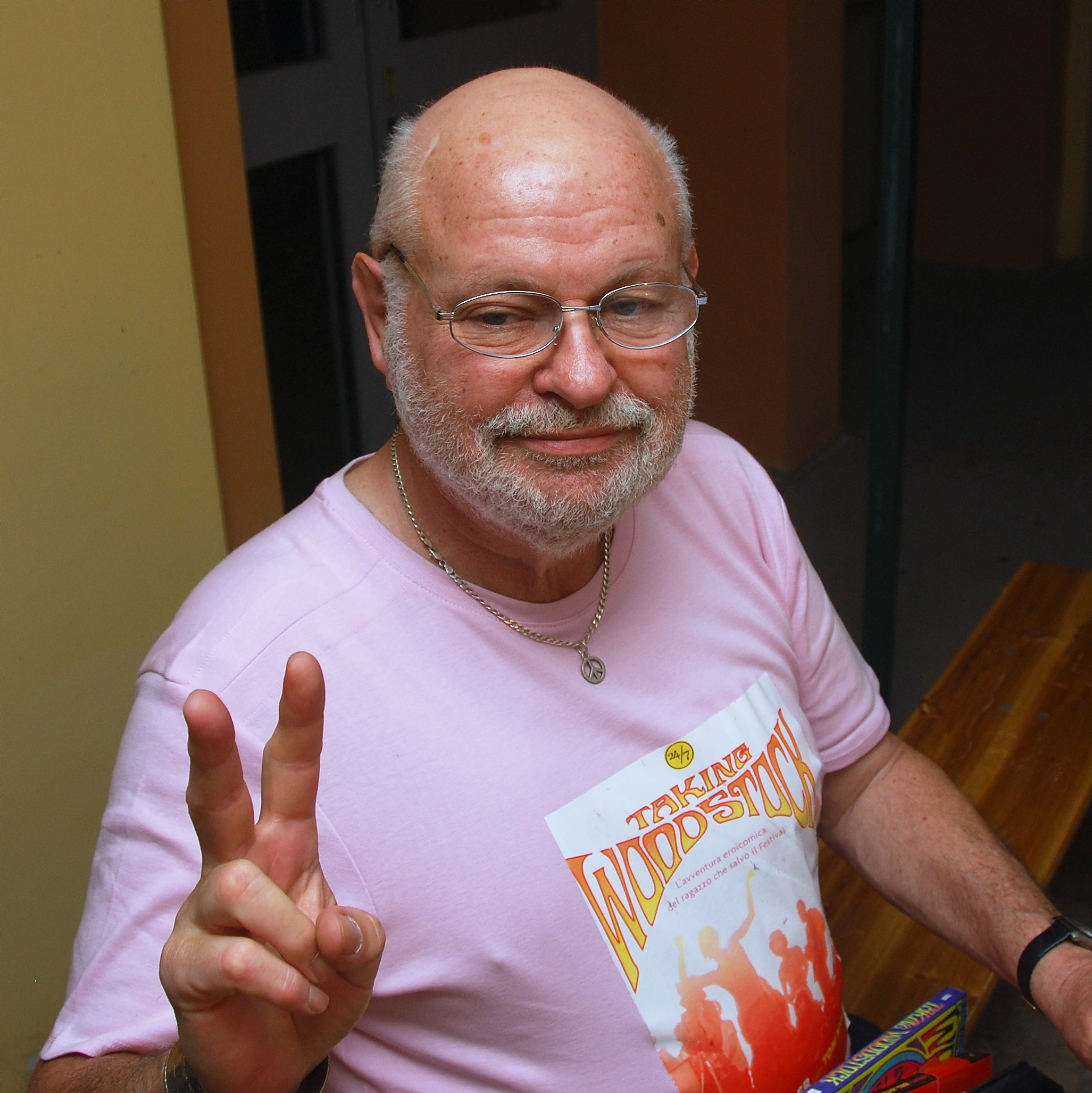
Эллиот Тибье

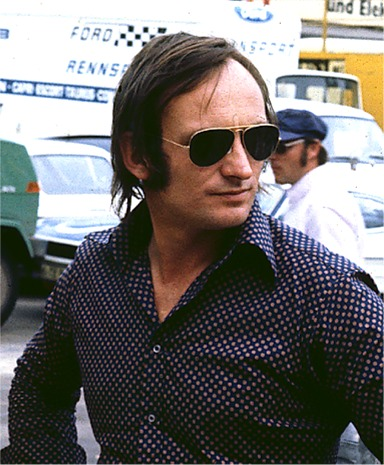
Крис Эймон

- Амири, Шахрам (38 или 39) — иранский ядерный физик; казнён .
- Баишев, Николай Егорович (Кундул) — советский и российский якутский народный сказитель и мастер народного промысла, собиратель якутского фольклора[345].
- Березин, Всеволод Леонидович (93) — советский и российский учёный и инженер-механик, участник Великой Отечественной войны, ректор Уфимского нефтяного института (1964—1970), заслуженный деятель науки РСФСР, лауреат Государственной премии Украинской ССР[346].
- Исаков, Юрий Фёдорович (93) — советский и российский детский хирург, основатель Российской ассоциации детских хирургов, академик РАМН и РАН, лауреат Государственных премий СССР и РФ[347].
- ЛаТуретт, Стив (62) — американский политик, конгрессмен от Республиканской партии, штат Огайо; рак[348].
- Мартин, Риччи (62) — американский певец и музыкант[349].
- Милорадов, Виктор Семёнович (67) — советский и российский художник, автор герба города Орска Оренбургской области[350].
- Никитин, Виктор Александрович (90) — советский и российский художник-мультипликатор, участник Великой Отечественной войны[351].
- Розенкранс, Роберт (89) — американский бизнесмен, пионер кабельного телевидения[352].
- Тибье, Эллиот (81) — американский писатель и сценарист («Штурмуя Вудсток»), один из основателей фестиваля «Вудсток»[353][354].
- Уилкинсон, Нил (60) — британский футболист, защитник[355].
- Шубина, Галина Ивановна (83) — водитель московского таксопарка № 2, полный кавалер ордена Трудовой Славы[356].
- Эймон, Крис (73) — новозеландский автогонщик[357].

## 2 августа

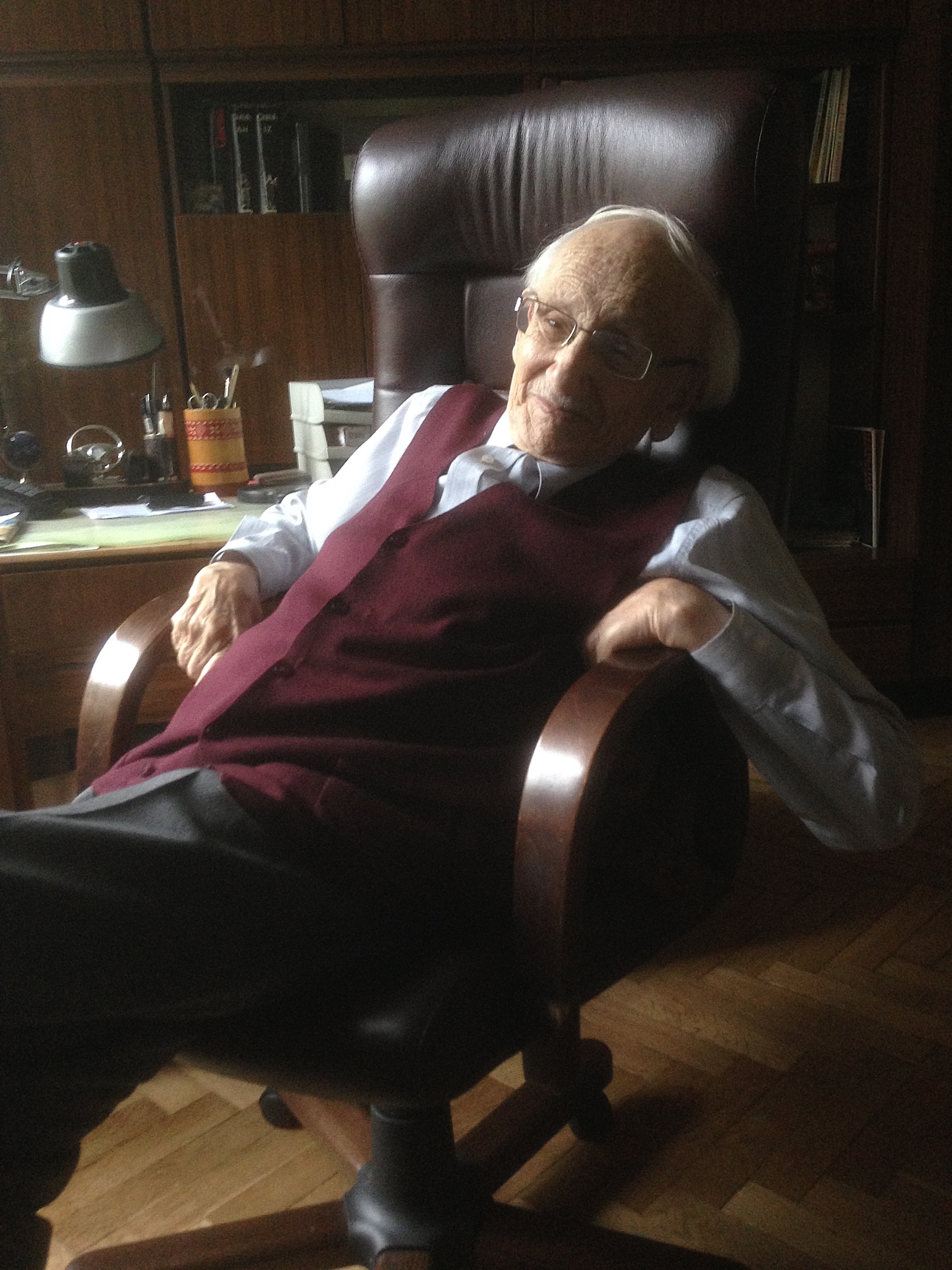
Александр Брагинский

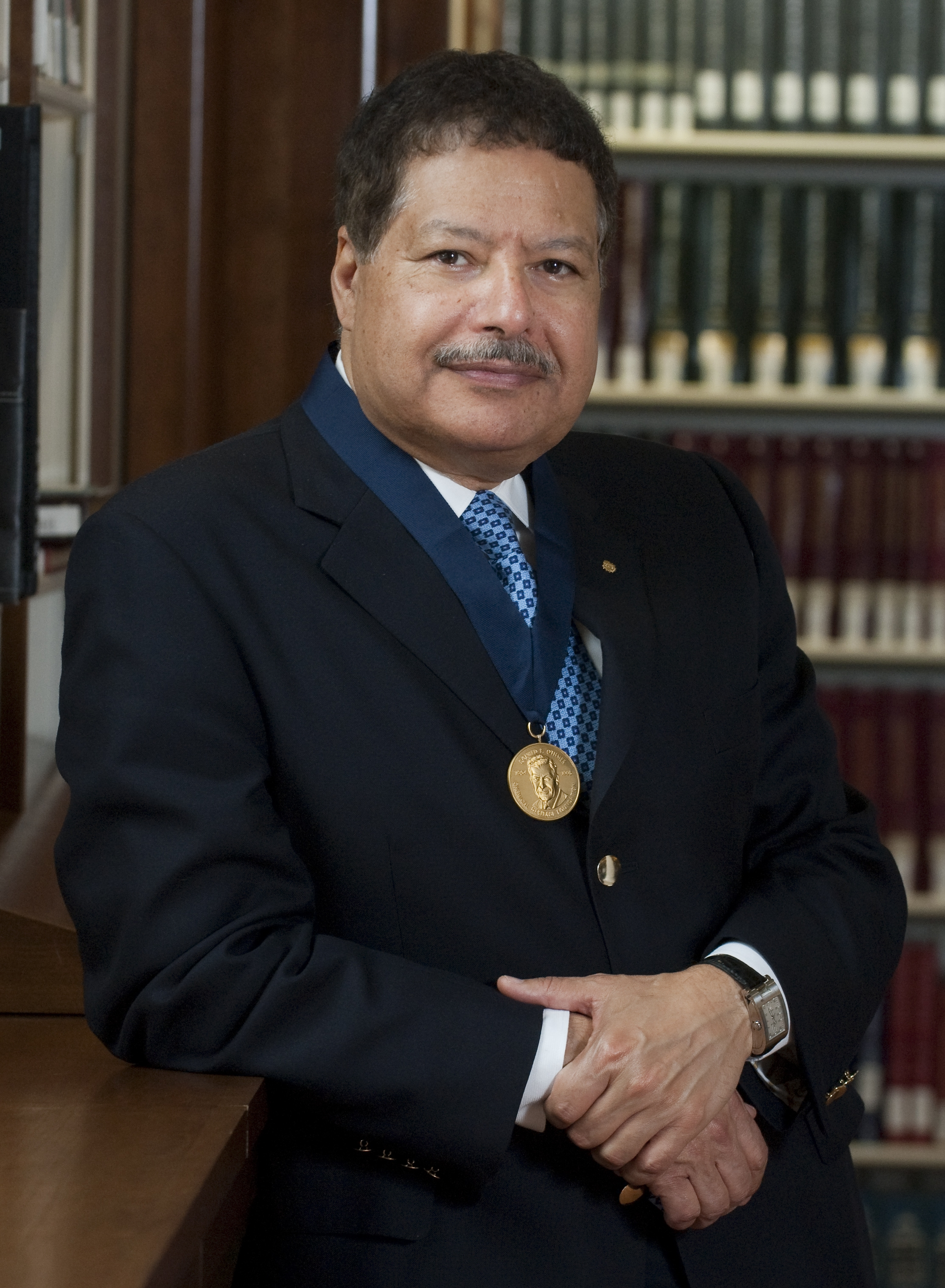
Ахмед Зевейл

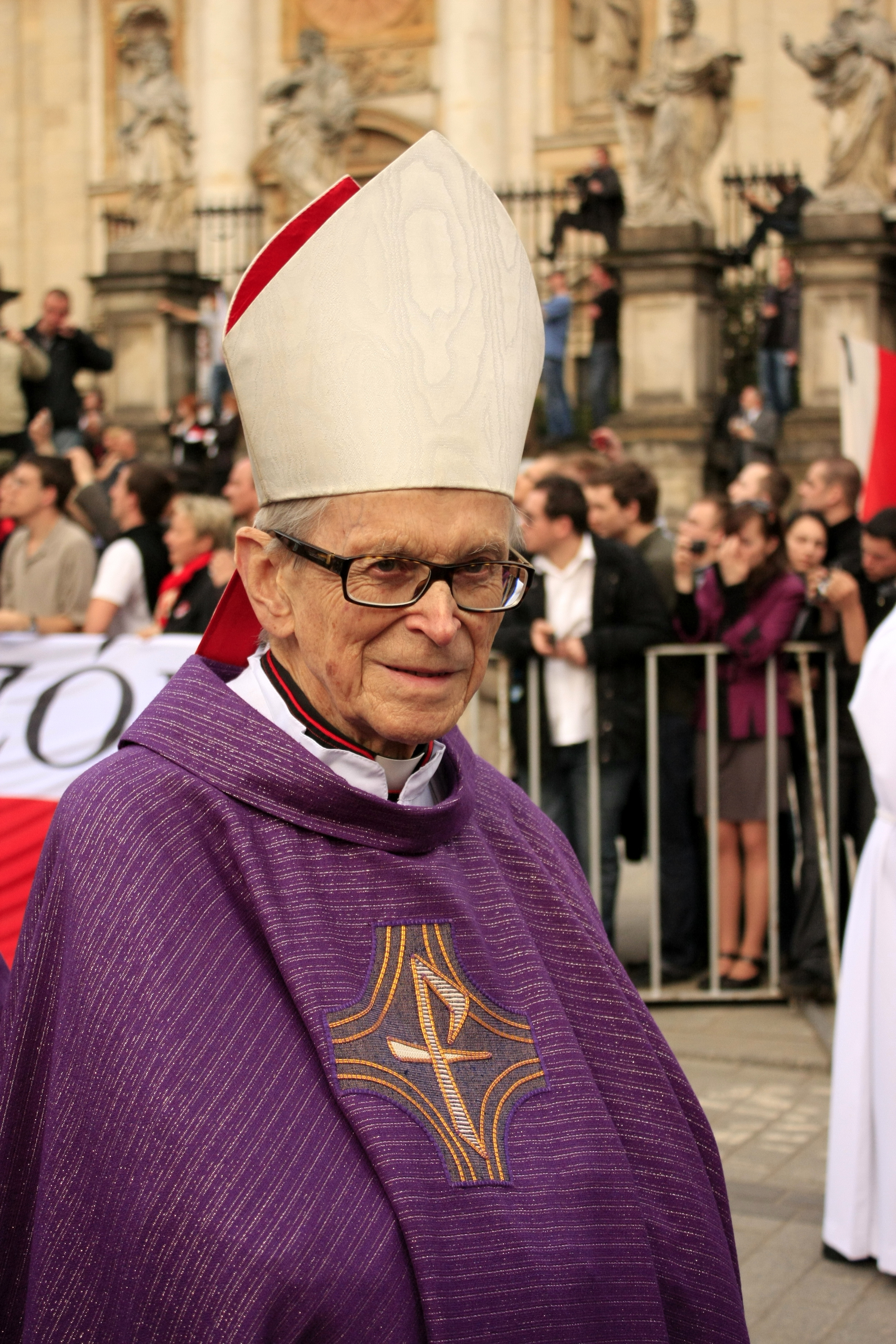
Франтишек Махарский

- Абрамов, Николай Фёдорович (77) — советский и российский дирижёр, педагог, заслуженный работник культуры Российской Федерации[358].
- Бальяк, Зоран (21) — словенский футболист, нападающий, игрок ФК «Марибор»; автокатастрофа[359].
- Борвейн, Джонатан (65) — шотландский математик, соавтор (вместе с братом Питером Борвейном) интеграла Борвейна и алгоритма Борвейна[англ.], лауреат премии Шовене[англ.][360].
- Брагинский, Александр Владимирович (96) — советский и российский переводчик, кинокритик, историк и теоретик кино, искусствовед[361].
- Бэйлер, Теренс (86) — новозеландский актёр[362].
- Гонсалес, Альваро (89) — перуанский актёр и певец, пневмония[363].
- Довер, Даи (83) — британский боксёр, чемпион Европы[364].
- Дэнби, Гордон (86) — американский физик и изобретатель, лауреат медали Бенджамина Франклина (2000) за участие в изобретении Маглева[365].
- Зевейл, Ахмед (70) — египетско-американский химик, лауреат Нобелевской премии по химии за 1999 год, иностранный член РАН (2003)[366].
- Карлайл, Форбс (94) — австралийский спортсмен и тренер (плавание), участник Олимпийских игр 1948 как тренер, 1952 как спортсмен[367].
- Кац, Джойс (76) — основательница первого американского журнала компьютерных игр Electronic Games (вместе с мужем Арни Кацем)[368].
- Кумановский, Николай (64) — советский и украинский художник, автор герба города Луцка[369].
- Левахин, Владимир Иванович (69) — российский учёный в области технологии мясного скотоводства, член-корреспондент РАН (2014)[370].
- Марьянович, Дамьян (20) — словенский футболист, защитник, игрок ФК «Марибор»; автокатастрофа[359].
- Махарский, Франтишек (89) — польский кардинал, архиепископ Кракова (1978—2005)[371].
- Меса, Хуан Карлос (86) — аргентинский актёр-комик, кинорежиссёр и сценарист[372].
- Улицкий, Рышард (73) — польский журналист, депутат Сейма Польши, поэт-песенник («Разноцветные ярмарки»)[373].
- Хаддлстон, Дэвид (85) — американский актёр («Дымок из ствола», «Моя жена меня приворожила», «Коломбо», «Ангелы Чарли», «Она написала убийство», «Крутой Уокер», «Справедливая Эми») и режиссёр[374].
- Чатер, Тони (86) — британский коммунист, редактор «Morning Star» (1974—1995)[375].

## 1 августа

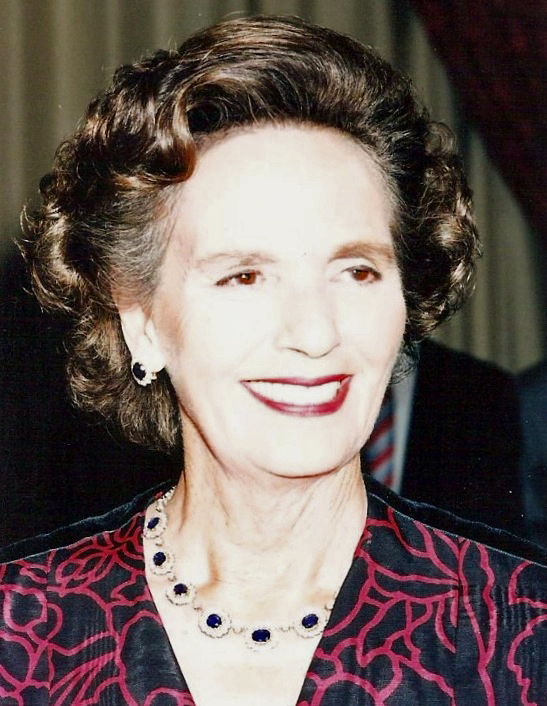
Анна Бурбон-Пармская

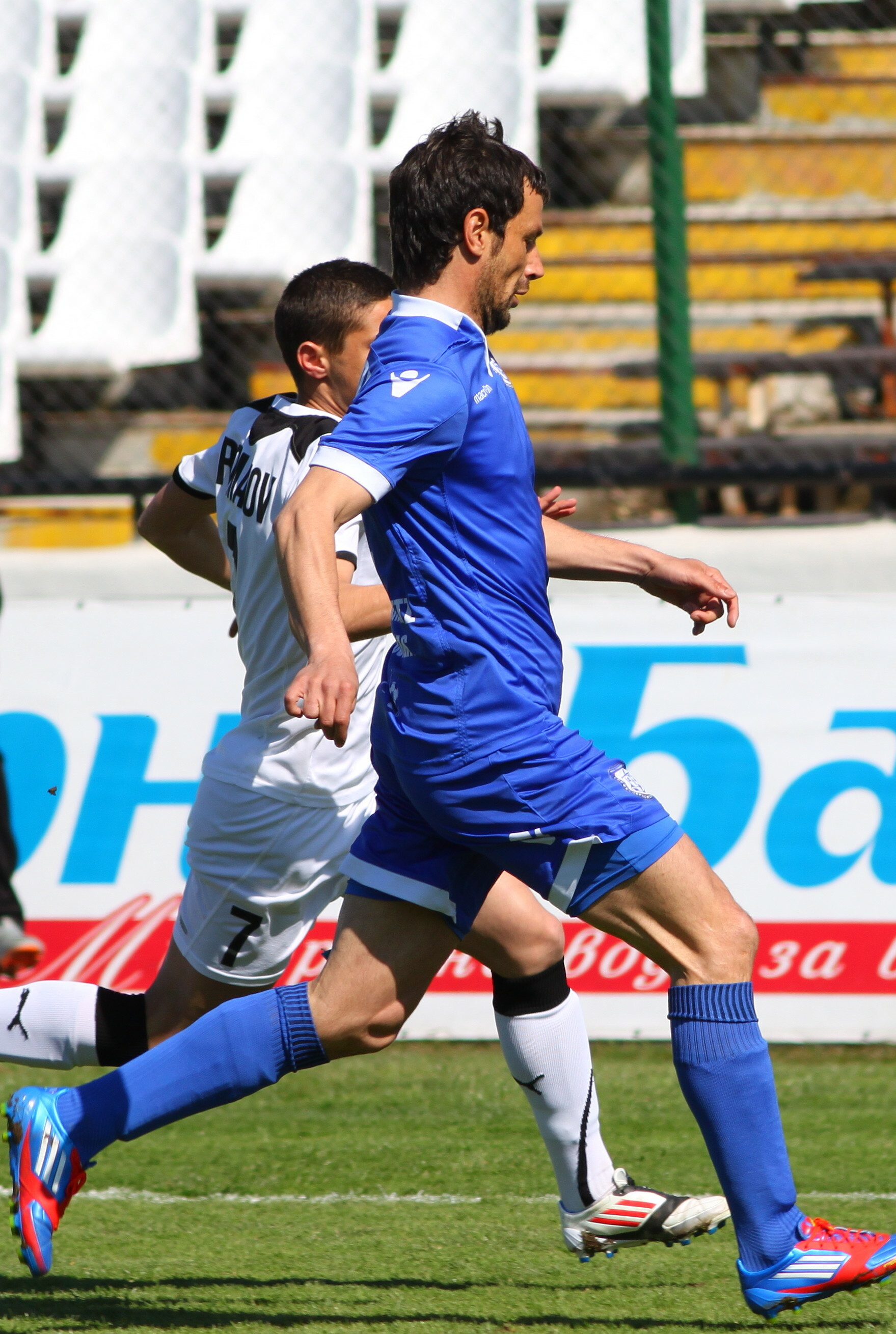
Траян Дянков

- Анна Бурбон-Пармская (92) — жена короля Румынии Михая I[376].
- Бальсевич, Вадим Константинович (84) — советский и российский учёный, теоретик спорта, доктор биологических наук, член-корреспондент РАО, заслуженный работник физической культуры Российской Федерации[377].
- Вильямс, Джордж (87) — ганский киноактёр, первый в этой стране снимавшийся в кино[378].
- Дянков, Траян (40) — болгарский футболист и футбольный тренер («Спартак», Варна)[379].
- Казначеев, Константин Валентинович (47) — российский баскетболист, судья Всероссийской категории по баскетболу[380].
- Кииза, Ябези (78) — угандийский государственный деятель, премьер-министр Уньоро (2009—2012)[381] Архивная копия от 2 августа 2016 на Wayback Machine.
- Крейн, Джонатан (65) — американский продюсер («Уж кто бы говорил», «Поднять максимальные ставки», «Основные цвета»)[382].
- Лангман, Харри (85) — нидерландский государственный деятель, министр экономики (1971—1973)[383].
- Селли Гербаси, Оскар — венесуэльский государственный деятель, губернатор штата Карабобо (1985—1989)[384].
- Хайду, Андре (84) — венгерский и израильский композитор и музыковед[385].